# Sense and Sensibility
Raison et Sentiments
Vous lisez un « article de qualité » labellisé en 2010.  Il fait partie d'un « thème de qualité ».
Pour les articles homonymes, voir Raison et Sentiments (homonymie).
Sense and Sensibility (traduit en français par Raison et sensibilité, Raison et sentiments ou encore Le Cœur et la raison) est le premier roman publié de la femme de lettres anglaise Jane Austen. Il paraît en 1811 de façon anonyme puisqu'il était signé by a Lady (« [signé] par une dame »). En effet, sa position sociale interdisait à Jane Austen de signer de son nom un roman destiné à la vente, mais elle ne voulait pas cacher qu'il était l'œuvre d'une femme.
Le texte initial, écrit vers 1795, probablement sous forme épistolaire, avait pour titre le nom des deux héroïnes, Elinor et Marianne, comme beaucoup de romans écrits par des femmes au XVIIIe siècle, mais le choix du titre définitif, pour la publication en 1811, semble indiquer une volonté didactique. Marianne Dashwood, ardente et romanesque, qui croit passionnément pouvoir s'affranchir des convenances, s'affiche avec le séduisant Willoughby dont elle est tombée amoureuse, tandis que sa sœur aînée, la raisonnable Elinor, cache le tendre sentiment que lui inspire le frère de sa belle-sœur, Edward Ferrars. Marianne devra apprendre à surmonter la trahison des sentiments, dans la douleur et avec l'aide de sa sœur, qui, de son côté, refuse stoïquement de rêver et se dévoue à sa famille.
Publié par Thomas Egerton, et à compte d'auteur, à l'automne 1811, le roman est accueilli plutôt favorablement et paraît en français dès 1815, dans une traduction-adaptation très libre par Isabelle de Montolieu, sous le titre Raison et sensibilité, ou les deux manières d'aimer. La traduction de sensibility en français semble poser un problème, puisque les traductions modernes hésitent entre sentiments et cœur. Mais les adaptations, que ce soit celle pour le cinéma d'Ang Lee, sur un scénario d'Emma Thompson en 1995, ou celle pour la télévision d'Andrew Davies en 2008, sont connues en français sous le titre Raison et sentiments.

## Choix du titre
Aucun des trois romans de jeunesse de Jane Austen ne sera publié sous son titre initial. Sense and Sensibility a d'abord existé sous le nom d'Elinor and Marianne, dans les années 1795,, comme beaucoup de romans écrits par des femmes au XVIIIe siècle, vraisemblablement sous la forme d'un échange de lettres entre deux sœurs, si l'on en croit les souvenirs de sa nièce, Caroline Austen, en 1869 : « Memory is treacherous, but I cannot be mistaken in saying that Sense and Sensibility was first written in letters, and so read to her family » (Notre mémoire peut nous tromper, mais je ne crois pas faire erreur en disant que Sense and Sensibility a d'abord été écrit sous forme de lettres, et lu ainsi à sa famille). Et sa sœur Cassandra est sûre que la rédaction du texte tel que nous le connaissons a débuté en novembre 1797.

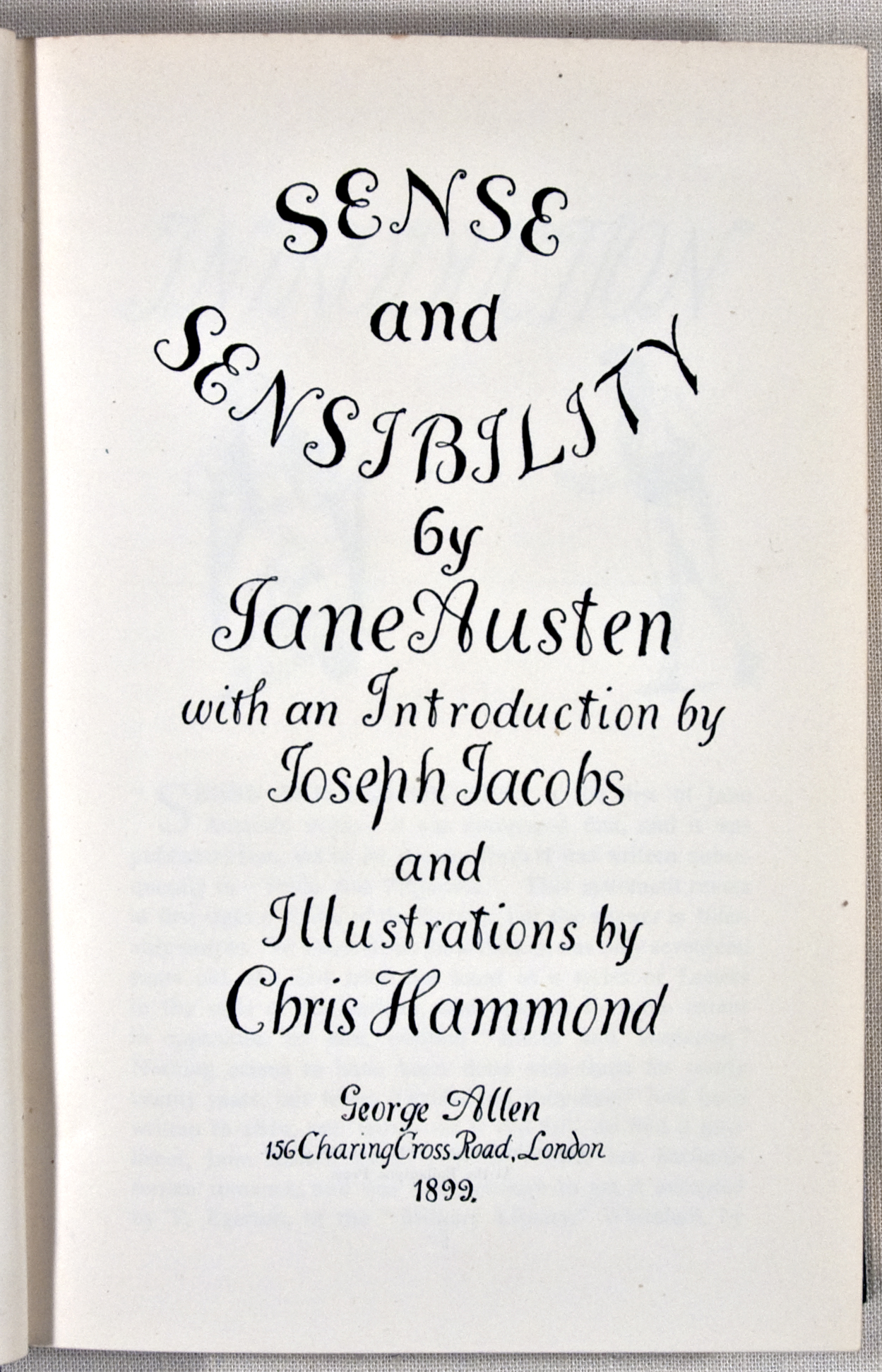
Page de titre de l'édition de George Allen (1899), illustrée par Chris Hammond (1860-1900).

Le titre finalement choisi pour la publication en 1811, semble indiquer une volonté didactique. Sense and Sensibility semble opposer les deux termes liés par l'allitération, mais les deux mots ont la même racine étymologique. Et l'auteur, qui, comme le rappelle Tony Tanner, a déjà assez de maturité pour savoir que chez les êtres humains les qualités « n'existent pas à l'état pur, mais sont mélangées entre elles, créant parfois des configurations hautement improbables », prend la peine de prévenir son lecteur dès le début du roman que Marianne est « sensée et intelligente » (« sensible and clever ») et qu'Elinor éprouve des sentiments profonds (« her feelings were strong »). Comme dans Pride and Prejudice, il n'y a pas de développement manichéen de l'intrigue : ce qui différencie les deux sœurs, ce n'est pas leur nature, mais la façon dont elles composent avec elle, car le sujet du roman est, dans une certaine mesure, le drame créé par la tension entre l'instabilité potentielle de l'individu et la stabilité indispensable au fonctionnement de la société. Ainsi, Marianne (17 ans) ne supporte pas de devoir réfréner ses impulsions, alors qu'Elinor (19 ans) maintient toujours le contrôle de sa raison sur ses sentiments, quoi qu'il lui en coûte. Les sentiments exacerbés, la complaisance envers l'affectivité, voilà la cible de l'auteur, et non la sensibilité en elle-même, puisque les personnages sympathiques du roman sont tous des êtres sensibles et de grand cœur. Pour Jane Austen, la sensibilité est bien une qualité humaine essentielle, mais elle ne doit pas être un principe de conduite, et Marianne devra apprendre à « gouverner ses sentiments », à l'image de sa sœur, si elle veut survivre.

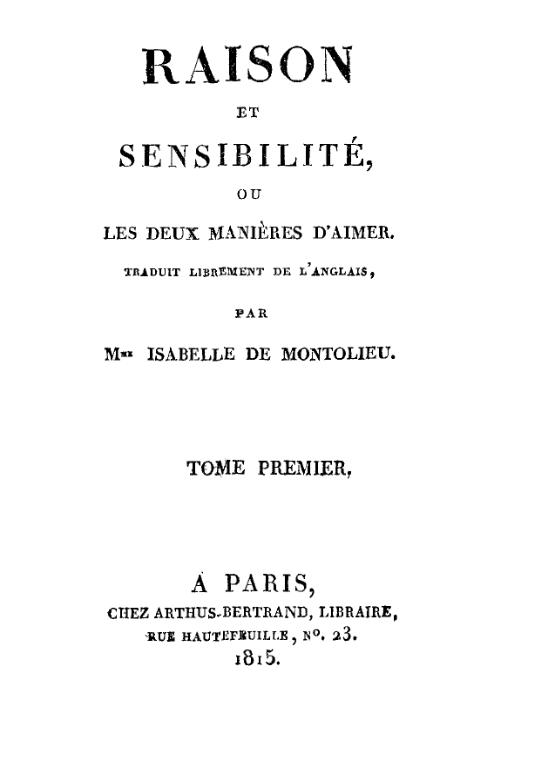
Page de titre de Raison et Sensibilité où n'apparait que le nom de Mme de Montolieu, même quand l'anonymat de Jane Austen sera levé.

Au début du XXIe siècle, on recense cinq traductions en français, dont le titre varie selon les traducteurs et les éditions :
- la première édition française, parue en 1815 chez Artus-Bertrand, Raison et Sensibilité, ou les Deux Manières d'aimer est une adaptation didactique et sentimentale, plus qu'une traduction. Isabelle de Montolieu, femme de lettres connue, n'hésite pas à gommer l'ironie[11], ajouter des développements personnels et une conclusion de son cru. Cette traduction très libre, où le nom de Jane Austen n'apparaît pas, est rééditée au XXIe siècle sous le titre Raison et sentiments chez Archipoche[12] ;
- la traduction suivante, par Eugène Rocart, paraît en 1945 à Bruxelles, aux éditions de La Boétie, sous le titre Raison et Sensibilité ;
- Celle de Jules Castier paraît à Lausanne, chez Marguerat en 1948, titrée Le cœur et la raison[13] ;
- En France sort la même année la traduction de Jean Privat, aux éditions des loisirs, dans la collection « Chefs-d'œuvre étrangers » avec comme titre Elinor et Marianne[14],[N 4] ;
- Celle de Pierre Goubert, chez Gallimard (2000 et 2009)[15], reprend le titre choisi par Jules Castier, mais typographié Le Cœur et la Raison.

## Publication et accueil de l'œuvre

### Le manuscrit
Comme il manque deux ans de correspondance de Jane Austen (de juillet 1809 à avril 1811), il est impossible de savoir ce qui l'a incitée à essayer de faire publier un autre de ses écrits après l'échec de la publication de Susan, que Benjamin Crosby and Co. lui a acheté pour 10 livres, mais jamais publié ; ni pourquoi elle a choisi ce troisième roman, alors que First Impressions, le futur Pride and Prejudice, est déjà écrit, puisque son père a proposé, sans succès, à l'éditeur Thomas Candell de le lui envoyer en novembre 1797.
Quoi qu'il en soit, le manuscrit a été soigneusement révisé et proposé à Thomas Egerton, probablement à la fin de l'automne 1810. Dans une lettre à sa sœur Cassandra, datée du 25 avril 1811, Jane, qui séjourne à Londres chez son frère Henry, avoue qu'elle « ne peut pas plus oublier [son roman] qu'une mère l'enfant qu'elle allaite. » (« I am never too busy to think of S. and S. I can no more forget it than a mother can forget her sucking child ») ; elle est en train d'en corriger des épreuves, mais, comme elle n'en est qu'à la première apparition de Willoughby, elle a peu d'espoir que la parution se fasse en juin, et parle avec affection de son Elinor (my Elinor).
L'imprimeur Charles Roworth a pris son temps, puisque la publication est annoncée pour le 30 octobre 1811 seulement. Le roman est publié anonymement et à compte d'auteur, l'éditeur se réservant une commission de 10 % sur les livres vendus 15 shillings. Le roman est accueilli plutôt favorablement, puisque la première édition (certes modeste, entre 750 et 1 000 exemplaires) est épuisée à l'été 1813, et rapporte 140 livres à Jane Austen, qui a conservé ses droits d'auteur. Le livre est réédité à l'automne 1813, avec quelques corrections, en même temps qu'une deuxième édition de Pride and Prejudice. Il est présenté comme un « roman intéressant » (« Interesting Novel »), euphémisme habituel pour « roman d'amour ».

### Accueil de l'œuvre

#### AuXIXesiècle
Si Lady Bessborough, qui l'a lu avec un certain plaisir en novembre 1811, trouve qu'« il finit bêtement » (« it ends stupidly »), The Critical Review lui consacre un long article en février 1812, soulignant le naturel des personnages et la vraisemblance des situations. Il présente Marianne comme une « exaltée romanesque » (« a romantic enthusiast ») qui est « tout sauf avisée » (« every thing but prudent »), et reconnaît la volonté didactique du roman. En mai, c'est au tour du British Critic d'admirer « la profonde connaissance de la vie et du caractère féminin » dont fait preuve l'auteur, l'excellente description de la jeune fille « à la sensibilité plus qu'exquise » (« over exquisite sensibility »), conseillant la lecture du roman à ses lectrices, « car elles pourront y apprendre quelques salutaires maximes pour diriger leur vie, à travers un récit plaisant et divertissant ».
Les lecteurs de l'époque ont remarqué la qualité de l'œuvre, nettement supérieure aux ouvrages habituellement proposés par les « circulating libraries » (bibliothèques de prêt) : ainsi la princesse Charlotte, qui, en janvier 1812, « pense que Marianne et [elle] se ressemblent beaucoup » « I think Maryanne [sic] & me are very like in  disposition ») ou Mary Russell Mitford, qui note en 1819 : « Read Sense and Sensibility—very good » (Lu Sense and Sensibility. Très bien) ». Ce premier roman eut même l'honneur, dès 1815, d'une traduction française précoce (mais très infidèle) d'Isabelle de Montolieu, qui, dans son introduction, présente Elinor comme un parfait modèle pour les jeunes personnes et quelqu'un qu'on aimerait avoir pour amie. Walter Scott cependant, en 1816, se dit décontenancé par la description que fait le roman de la « vie ordinaire ».

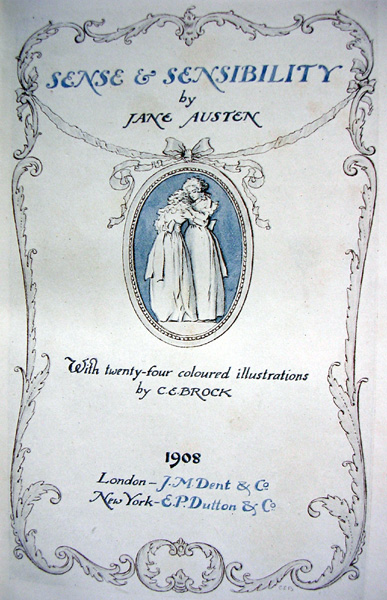
Page de titre d'une édition en couleurs de 1908, illustrée par C. E. Brock).

Il n'y a pas de nouvelle édition en Grande-Bretagne avant l'édition Bentley en 1833, puis Routledge en 1849. Et dans l'ensemble, Sense and Sensibility est le moins apprécié des romans de Jane Austen. D'ailleurs, les écrivains de l'époque victorienne, comme Charlotte Brontë, apprécient peu Jane Austen. Ainsi, Elizabeth Barrett Browning critique son « manque d'expressivité émotionnelle » et lui reproche « une vision de la vie étroite, terre à terre et essentiellement non poétique ».
En 1870 encore, Margaret Oliphant trouve impossible de s'intéresser à l'égoïsme de la détresse de Marianne.

#### De nos jours
Mais dès la fin du XIXe siècle, en même temps qu'apparaissent de nombreuses éditions, souvent illustrées, on sent poindre chez les critiques de l'intérêt, voire de la tendresse, pour la romanesque Marianne. C'est ainsi que George Moore, qui compare Jane Austen à Balzac et Tourgueniev, présente en 1919 la situation de Marianne, trahie par Willoughby, comme extraordinairement poignante et dramatique. En 1952, Marvin Mudrick va même plus loin, considérant que Marianne, « vie et centre » du roman, est « humiliée et trahie » par une Jane Austen rendue amère par son état de vieille fille. Cette prise de position extrême a eu le mérite de relancer la réflexion sur Jane Austen, auteur charnière entre le siècle des Lumières et la période romantique, et de redonner une place à Elinor.
Les critiques féministes s'intéressent beaucoup à Jane Austen depuis les années 1970. Certaines, parmi lesquelles Marilyn Butler, ont tendance à considérer Sense and Sensibility comme un « roman conservateur » (anti-Jacobin novel). Marianne y représenterait le trouble (révolutionnaire) par son mépris des conventions et son parti pris en faveur des passions, et Jane Austen, à travers elle, condamnerait l'individualisme. Mais d'autres se demandent si, en conférant à ses héroïnes une certaine indépendance d'esprit dans une société qui maintenait les femmes dans une position d'assistées, Jane Austen, sans aller aussi loin dans la critique des convenances et des règles de bienséance que Mary Wollstonecraft, n'a pas voulu, dans ce « roman plutôt sombre et désenchanté », condamner en réalité les excès de toutes sortes, se montrant en cela une digne fille des Lumières.

## Résumé
Après le décès d'Henry Dashwood, ses trois filles, Elinor, Marianne et Margaret, ainsi que leur mère se trouvent privées de leur part d'héritage par leur demi-frère John (né d'un précédent mariage d'Henry Dashwood) qui se laisse facilement convaincre par sa femme Fanny qu'il ne leur doit rien. Leur condition financière considérablement diminuée, elles se retrouvent dans une situation particulièrement difficile.

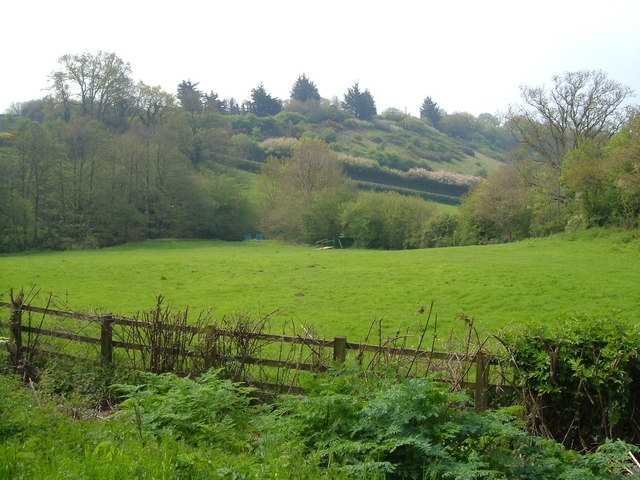
Paysage du Devon.

Décidée à quitter le Sussex et le domaine de Norland, où sa belle-fille est venue s'installer en maîtresse sans tarder, Mrs Dashwood part avec ses filles pour le lointain Devon, où un généreux parent à elle, Sir John Middleton, lui a proposé de venir habiter sur ses terres, à Barton Cottage. Les jeunes filles sont rapidement acceptées par leur nouvelle société, particulièrement par Sir John, Lady Middleton et sa mère Mrs Jennings. Chez eux séjournent successivement divers hôtes : un ami de Sir John, le colonel Brandon, la sœur de sa femme et son mari Mr Palmer, puis les demoiselles Steele, Anne et Lucy. Marianne, dont le romantisme et la vivacité charment le secret colonel Brandon, tombe bientôt profondément amoureuse du jeune et impétueux John Willoughby, rencontré dans des conditions très romanesques. Elinor, dont les dispositions sont plus prudentes et mesurées, cache avec soin la profondeur des sentiments que lui inspire Edward Ferrars, l'aîné des frères de sa désagréable belle-sœur, dont elle a fait la connaissance à Norland, et qui vit à Londres chez sa mère.
Malgré leur personnalité très différente, les deux sœurs expérimentent en parallèle les mêmes grands chagrins dans leurs affaires sentimentales : le départ inexplicable de Willoughby, après les signes d'attachement à Marianne qu'il a ouvertement montrés, et le silence incompréhensible d'Edward. Mais Marianne souffre avec ostentation tandis qu'Elinor ne permet à personne de voir ses maux de cœur et se dévoue à sa famille. Leurs qualités communes cependant – discernement, constance et intégrité face aux mauvaises intentions des autres – la profonde affection qu'elles se portent et la force de caractère d'Elinor vont leur permettre d'affronter, un peu plus difficilement pour Marianne toutefois, les épreuves qui se présentent.
Au cours de l'hiver, un séjour à Londres, chez Mrs Jennings qui les a prises en amitié, étale au grand jour la trahison de Willoughby, qui s'apprête à épouser une très riche héritière, et le secret d'Edward, secrètement fiancé depuis quatre ans à Lucy Steele. Ce secret, Marianne découvre avec effarement qu'Elinor le connaissait déjà, car Lucy, dès qu'elle a fait la connaissance d'Elinor, a adroitement manœuvré en la prenant comme confidente, pour l'obliger à se taire, même avec sa sœur. Chargée par le colonel Brandon de proposer à Edward, que sa mère, furieuse, a renié, le bénéfice de la petite cure de Delaford, Elinor lui montre combien elle apprécie qu'il soit un homme d'honneur. Marianne se noie dans son chagrin, Elinor combat le sien en entourant sa sœur d'affection. Sur le chemin du retour, elles font étape chez les Palmer, à Cleveland, dans le Somerset. Marianne y attrape froid et contracte une forte fièvre qui fait craindre le pire.
Mais finalement elle se reprend et retrouve assez de force pour rentrer à Barton. Elle pardonne à Willoughby qui, apprenant son état désespéré, est venu faire amende honorable, et, pleine de bonnes résolutions, décide de prendre exemple sur sa sœur. Elle se laisse peu à peu toucher par la tendre sollicitude de Brandon qui ne s'est jamais démentie. Edward déshérité n'intéresse plus Lucy Steele, qui réussit à se faire épouser par son jeune frère, le laissant libre d'offrir à Elinor son cœur, sa main et le presbytère de Delaford. Une fois mariées, les deux sœurs auront la joie de ne pas être séparées, et d'avoir des maris devenus des amis.

## Personnages

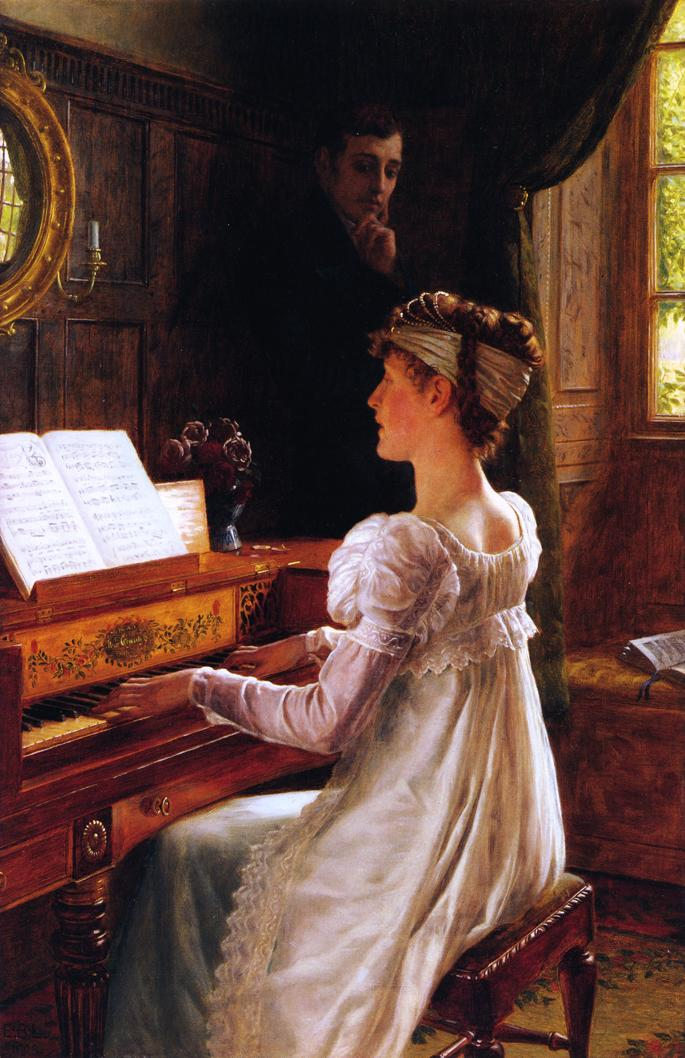
Courtship d'Edmund Blair Leighton (1903).

Il y a essentiellement « la famille Dashwood, établie depuis longtemps dans le Sussex », comme l'affirme la première phrase du roman : « The family of Dashwood had been long settled in Sussex ». En premier la veuve d'Henry Dashwood et leurs trois filles, réduites par la mort de leur père à une situation financière difficile, puis John, le fils né d'un premier mariage, qui prend possession du domaine au nom de son petit garçon de quatre ans, Henry. Viennent ensuite la famille de sa femme, les Ferrars, puis une série de personnages qui, dans le Devon, gravitent autour de Sir John Middleton.

### Les Dashwood
Les personnages principaux sont les deux filles les plus âgées, Elinor et Marianne.

#### Elinor Dashwood
L'aînée, âgée de 19 ans, est une jeune fille raisonnable, obligée par les circonstances à prendre de lourdes responsabilités, car sa mère n'a pas beaucoup le sens des réalités. Elle est très observatrice, d'ailleurs son passe-temps favori est le dessin pour lequel elle a un véritable don. Intelligente, très cultivée, très réservée, elle contrôle soigneusement ses émotions, est plutôt gaie et affectueuse. Pleine de tact, elle prend beaucoup sur elle pour éviter de blesser les gens et se refuse, contrairement à sa mère et à sa sœur, à faire des projets impliquant Edward Ferrars lorsqu'elle se rend compte qu'elle l'aime. À son corps défendant, elle est choisie par Lucy, puis par le colonel Brandon et Willoughby comme confidente de secrets difficiles à partager.

#### Marianne Dashwood
La cadette a 16 ans à la mort de son père, et les enthousiasmes débordants de son âge. Intelligente, mais d'une sensibilité à fleur de peau, passionnée de poésie et de musique (elle chante et joue très bien du piano), elle a des idées arrêtées et définitives sur le monde, les gens, l'amour. Les circonstances l'obligeront à revenir sur la plupart de ses préjugés et, avec l'aide et le soutien affectueux de sa sœur aînée, elle affrontera vaillamment la trahison des sentiments et la dure réalité des règles sociales. Sa lucidité, sa générosité et son bon cœur l'aideront aussi à surmonter la déception d'un premier amour, à « découvrir la fausseté de ses propres opinions et à contredire par sa conduite ses maximes les plus favorites » (« to discover the falsehood of her own opinion and to conteract, by her conduct, her most favourite maxims »).

#### Margaret Dashwood
La benjamine a environ 13 ans à la mort de son père. Elle a bon caractère, dit Jane Austen, mais aussi l'esprit romanesque de Marianne. Très observatrice, mais incapable de garder un secret, c'est un personnage développé uniquement en fonction de l'avancée de l'intrigue : elle embarrasse Elinor en évoquant en public, et devant la cancanière Mrs Jennings, l'existence d'Edward, et se trouve assister au don par Marianne d'une mèche de cheveux à Willoughby, ce qu'elle s'empresse d'aller raconter à Elinor.

#### Mrs Dashwood
Leur mère et deuxième épouse d'Henry Dashwood est une femme encore jeune — elle avoue avoir 40 ans —  très sentimentale, à l'imagination vive, idéaliste et tenant peu compte des problèmes concrets du quotidien. Marianne lui ressemble beaucoup. Elle n'a aucune fortune personnelle et a fait un mariage d'amour. Son sens de l'honneur et sa sensibilité sont choqués par le comportement indélicat de Fanny Dashwood, qui s'installe sans vergogne en maîtresse des lieux à Norland dès les obsèques, comme ils lui interdisent de questionner Marianne sur ses relations avec Willoughby.

#### Henry Dashwood
Sa mort, au début du roman, est l'événement fondateur. Il avait pris possession un an plus tôt seulement du domaine, à la mort de son oncle, très âgé, dont il s'occupait affectueusement avec sa femme depuis une dizaine d'années, mais il n'en est pas devenu le légitime propriétaire. Le vieil homme a transmis la nue-propriété à John, le fils d'Henry, au profit du petit-fils de celui-ci, le petit Harry (âgé de quatre ans), qui l'avait séduit par son babil les rares fois où ses parents l'avaient amené en visite à Norland. Mr Dashwood n'ayant pas eu le temps de tirer du domaine assez de bénéfices pour donner à sa femme et à ses filles de quoi subvenir sans problèmes à leurs besoins après sa mort, il ne laisse que 10 000 livres de capital, en comptant ce que le testament du vieil oncle a généreusement accordé à ses filles, soit 1 000 livres à chacune. Sur son lit de mort il a fait promettre à son fils John de prendre soin de ses demi-sœurs.

#### John Dashwood

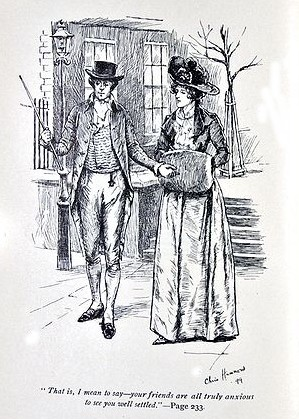
John suggère à Elinor qu'elle aurait tout intérêt à épouser Brandon (Chris Hammond, 1899).

Ce demi-frère, né d'un précédent mariage est déjà très riche. Il a hérité à sa majorité de la moitié de la fortune assez importante de sa mère et épousé peu après une jeune fille richement dotée. Il est maintenant le landowner (propriétaire foncier) légitime du domaine de Norland (qui rapporte annuellement 4 000 livres par an), au nom de son fils Henry, de par la volonté du dernier descendant en ligne directe de cette très vieille famille du Sussex.
La voix narratrice le croque sans indulgence en un paragraphe de trois phrases : la première commence de façon négative : « He was not an ill-disposed young man, unless to be rather cold-hearted and rather selfish is to be ill-disposed » (« [Ce jeune homme] n'avait pas un mauvais naturel, à moins qu'avoir le cœur plutôt sec et être plutôt égoïste ne constituent un mauvais naturel »), et se poursuit à l'irréel du passé : « Had he [married a more amiable woman]… He might have been made… He might even have been made… » (« S'il [avait épousé une femme plus aimable]… il aurait pu… il aurait même pu... »).
Faible de caractère et sans états d'âme, il se laisse convaincre par sa femme de ne pas assurer, malgré sa promesse au mourant, de revenus à ses demi-sœurs, alors qu'il avait pensé initialement doubler la somme qu'elles héritaient du vieil oncle. Son affection pour elles se borne à les inviter chez lui lorsqu'elles sont à Londres (mais sa femme a pris les devants en invitant les demoiselles Steele), à plaindre la perte inexplicable de la beauté de Marianne (qui n'a donc plus rien à offrir sur le marché du mariage), et à suggérer à Elinor de se faire épouser par le colonel Brandon (ce qui lui éviterait d'avoir un peu mauvaise conscience). Il ne cherche qu'à « améliorer » (improve) et agrandir son domaine, en remplaçant les vieux arbres chéris de Marianne par une serre coûteuse et profitant du mouvement des enclosures pour acheter les terres de ses voisins, tout en se plaignant du prix que cela coûte.

### Les Ferrars

#### Fanny Ferrars
L'épouse de John, Fanny, est jugée encore plus négativement que son mari : « Mrs John Dashwood was a strong caricature of himself ; more narrow-minded and selfish » (« Elle en était une puissante caricature ; encore plus étroite d'esprit et plus égoïste »). Matérialiste, intéressée, mesquine, elle n'a qu'un but dans la vie : augmenter la fortune (donc le statut social) dont héritera son fils unique. Elle prend possession de Norland, immédiatement après l'enterrement de son beau-père, arrivant sans prévenir avec fils et domestiques, regarde d'un très mauvais œil les attentions de son frère aîné envers Elinor et montre, sous des dehors de parfaite politesse, une grande sécheresse de cœur.

#### Edward Ferrars

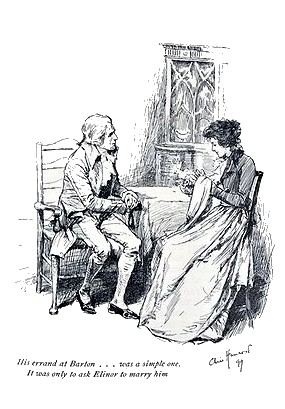
Edward vient à Barton demander à Elinor de l'épouser (Chris Hammond, 1899).

L'aîné des frères de Mrs John Dashwood est très différent du reste de sa famille. Intelligent, cultivé, sérieux, mais timide et manquant d'assurance, il n'a aucune ambition. Il aimerait entrer dans les ordres, ce que n'apprécient ni sa mère ni sa sœur, qui rêvent pour lui d'un destin extraordinaire, ni son cadet, qui trouve cela ridicule. Désœuvré (la fortune de sa mère dont il doit hériter le dispense de chercher un métier), mal-aimé, il s'est amouraché, à 19 ans, de Lucy Steele, une nièce de son précepteur (Mr Pratt, chez qui il se sent plus à l'aise que chez sa mère), et, depuis quatre ans, ils sont fiancés en secret. Il est tombé amoureux d'Elinor, mais, en homme d'honneur et de devoir, il ne peut reprendre sa parole, même s'il s'est rendu compte que Lucy est une intrigante de peu de cœur et d'intelligence. Alors il se tait, ne voulant pas trahir ses engagements, ni mettre Elinor dans une situation embarrassante, sans savoir combien elle souffre de ce silence incompréhensible pour elle, ni combien elle admire sa loyauté et son honnêteté, une fois qu'elle en connaît la raison.

#### Robert Ferrars
Frère cadet d'Edward et fils préféré de sa mère, il ne ressemble pas du tout à son aîné dont il méprise le manque d'ambition et dont il récupèrera l'héritage sans états d'âme. Dandy snob, arrogant et très infatué de lui-même, il est attentif à la mode et prend plaisir à imaginer de coûteux aménagements de cottages. Sa vanité prétentieuse en fera une proie toute désignée pour Lucy Steele.

#### Mrs Ferrars
Veuve tyrannique, maîtresse de la fortune de son défunt mari, elle menace de déchoir Edward de sa place d'aîné s'il refuse de se marier à sa convenance à elle, en épousant la riche et honorable Miss Morton, et mettra cruellement sa menace à exécution. Elle préfère nettement le futile Robert, à qui elle pardonnera sa mésalliance. C'est une caricature de l'autorité patriarcale.

### Les connaissances du Devon

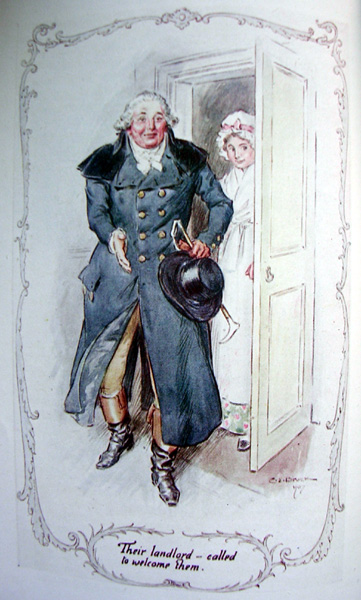
Sir John vient souhaiter la bienvenue aux dames Dashwood (C. E. Brock, 1908).

Le départ dans le Devon, à l'invitation de sir John, un cousin de Mrs Dashwood, introduit les nouveaux personnages, qui gravitent tous autour de lui.

#### Sir John Middleton
Propriétaire de Barton Park et jouissant de revenus confortables, ce gentleman farmer n'est jamais autant heureux que quand il peut réunir autour de lui « toute la jeunesse que la maison peut contenir », organisant bals en hiver et excursions en été, et tenant table ouverte, car il ne supporte pas plus la solitude que le silence. Il adore la chasse et ne dédaigne pas la compagnie des jolies femmes. Brave homme sans prétentions, un peu vulgaire et aimant plaisanter, il est content de pouvoir rendre service à « des parentes tombées dans l'infortune » en leur louant Barton Cottage, et en les introduisant dans la société locale.

#### Mrs Jennings
Épouvantable bavarde, impénitente curieuse, un peu vulgaire, elle est désireuse de faire le bonheur des gens et passe son temps à jouer les marieuses. Elle choque beaucoup Marianne par son insuffisance d'éducation et de culture, mais si elle manque totalement de tact, elle s'avère une femme de cœur, généreuse et sans malice. Propriétaire d'un domaine qui lui assure un revenu confortable et d'un appartement londonien, elle a pu faire élever ses deux filles dans les meilleures conditions et « bien » les marier, bien que la fortune de son défunt mari ait été acquise dans le commerce.

#### Lady Middleton

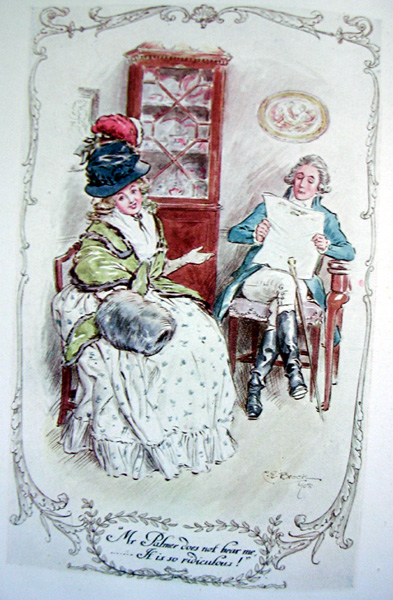
Les remarques de son mari font toujours rire Charlotte (C. E. Brock, 1908).

La fille aînée de Mrs Jennings, Mary, est une grande et belle femme, bien élevée et « accomplie ». Comme son mari, elle a le goût de l'hospitalité et se pique d'élégance. Elle connaît, et applique, toutes les règles de la plus parfaite convenance, mais c'est une politesse de surface, car elle n'a ni la politesse du cœur ni beaucoup d'intelligence. Cette femme froide et calculatrice, à la conversation parfaitement « insipide », est uniquement préoccupée par sa position et ses relations sociales : elle est ravie de faire la connaissance de la riche Fanny Dashwood et estime qu'il sera judicieux de fréquenter Mrs Willoughby, malgré le scandaleux comportement passé de son mari. En dehors du plaisir de recevoir, son seul centre d'intérêt sont ses quatre bruyants enfants, qu'elle gâte outrageusement.

#### Charlotte Palmer
La fille cadette de Mrs Jennings est une petite jeune femme boulotte et vive, aux manières engageantes et chaleureuses. Irréfléchie et riant sottement de tout, elle est « absolument décidée à tout prendre du bon côté ». Mais, comme sa mère, c'est une personne simple, sans prétentions, peu sensible au jugement d'autrui qui a choisi de ne voir que les aspects heureux de sa vie. Elle est enceinte quand les Dashwood font sa connaissance, et donnera naissance à un garçon pendant le séjour de Marianne et Elinor à Londres.

#### Thomas Palmer
Plutôt snob, et croyant distingué de tout regarder de haut, le mari de Charlotte parle peu, et, s'estimant supérieur aux personnes de son entourage, cultive soigneusement en public sa réputation de personnage mal élevé et toujours de mauvaise humeur, ce qui déclenche en général l'hilarité de sa femme. Mais chez lui, à Cleverland, Elinor découvre un homme intelligent, sérieux, responsable, capable de générosité, et qui adore son fils, même s'il le cache soigneusement.

#### Le colonel Brandon
Silencieux et renfermé — il se murmure qu'il a eu un grand chagrin d'amour dans sa jeunesse, et que la jeune fille qu'il appelle sa pupille est peut-être sa fille naturelle — le colonel Brandon est propriétaire du domaine de Delaford depuis la mort de son frère aîné. Il tombe amoureux de Marianne dès qu'il la voit, ou plutôt qu'il l'entend chanter, car elle lui rappelle son premier amour, sa cousine Eliza. Il s'incline devant son rival John Willoughby parce que Marianne l'aime, mais, quand ce dernier la trahit, il se mue en chevalier servant, allant jusqu'à provoquer Willoughby en duel. Homme d'honneur, bien élevé, instruit, il finira, malgré l'âge, qu'elle juge canonique, de 35 ans, par conquérir l'affection de Marianne.

#### John Willoughby
Willoughby est le « méchant » de l'histoire. Il apparaît à Marianne comme un parfait héros de roman, beau et mystérieux, aimant comme elle la musique, la danse et la poésie. Mais, séducteur égoïste et sans scrupules, il flirte outrageusement avec elle parce qu'elle lui plait et que voir le sombre Brandon en amoureux transi l'amuse. Il disparaît un jour sans explications pour épouser la très riche miss Grey. Il est finalement puni puisqu'il est réellement tombé amoureux de Marianne, qui restera toujours son « idéal secret de perfection féminine ».

#### Lucy Steele
Les sœurs Steele sont apparentées à Mrs Jennings. Lucy a charmé le jeune Edward Ferrars au cours de séjours chez Mr Pratt, son oncle, chez qui il a fait ses études, parce qu'elle est vive et jolie, au point qu'ils se sont imprudemment fiancés en secret quatre ans auparavant. Intelligente mais vulgaire, frivole, peu cultivée, égoïste, sans principes et sans le sou, elle est décidée à faire un beau mariage. Elle veut se faire une place dans la société, n'hésitant pas utiliser l'hypocrisie et la flatterie. Calculatrice, elle ne perd jamais de vue son intérêt (steel veut dire « acier »).
Soupçonnant en Elinor une rivale potentielle, elle la réduit très adroitement au silence par des confidences calculées et subtilement cruelles. Lorsqu'elle se rend compte qu'elle peut manipuler Robert Ferrars et se faire épouser, elle rend sa parole à Edward que sa mère a déshérité.

#### Anna Steele (Nancy)

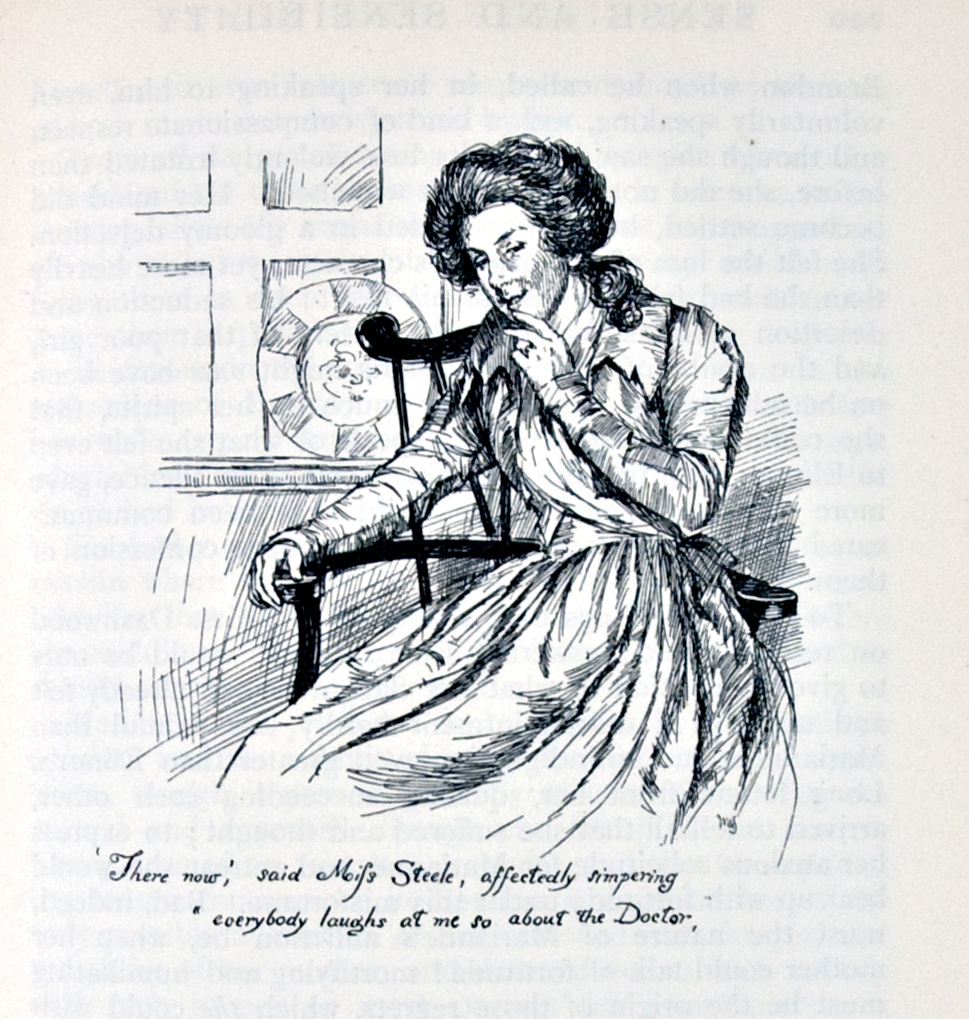
Miss Steele sourit de façon affectée en évoquant « le Docteur » (Chris Hammond, 1899).

Miss Steele, la sœur aînée de Lucy, n'a pas loin de trente ans. Très vulgaire et sotte, mais sans la malice de sa cadette, c'est un des personnages comiques et ridicules du roman. Elle ne sait parler que chiffons et soupirants.

#### Eliza Williams
Deux personnages portent ce nom. Leur triste et mélodramatique histoire est racontée à Elinor par le colonel Brandon. La première, une cousine orpheline et riche, donnée en mariage à son frère aîné qui la rendit malheureuse, est son premier amour. Il l'a retrouvée en revenant des Indes, ruinée, mourante et misérable, mère d'une petite fille adultérine prénommée aussi Eliza. Il a élevé cette dernière comme sa pupille, mais il se colporte qu'elle serait sa fille.…
À 17 ans, au cours d'un séjour à Bath avec une amie, elle a été séduite par Willoughby, dont elle attend un enfant. Le récit de la séduction et de l'abandon d'Eliza montre les risques qu'a courus Marianne en se laissant aller, imprudemment et au mépris des convenances, aux sentiments qu'elle éprouve pour Willoughby,.

## Structure

### Traces d'une structure épistolaire
Les travaux de Brian Southam donnent un éclairage vraisemblable des étapes de l'évolution du roman. Le titre primitif Elinor and Marianne, et les souvenirs de la famille Austen, suggèrent une présentation épistolaire à l'origine : un échange de lettres entre deux sœurs de tempéraments opposés, l'une privilégiant les sentiments, l'autre raisonnable.

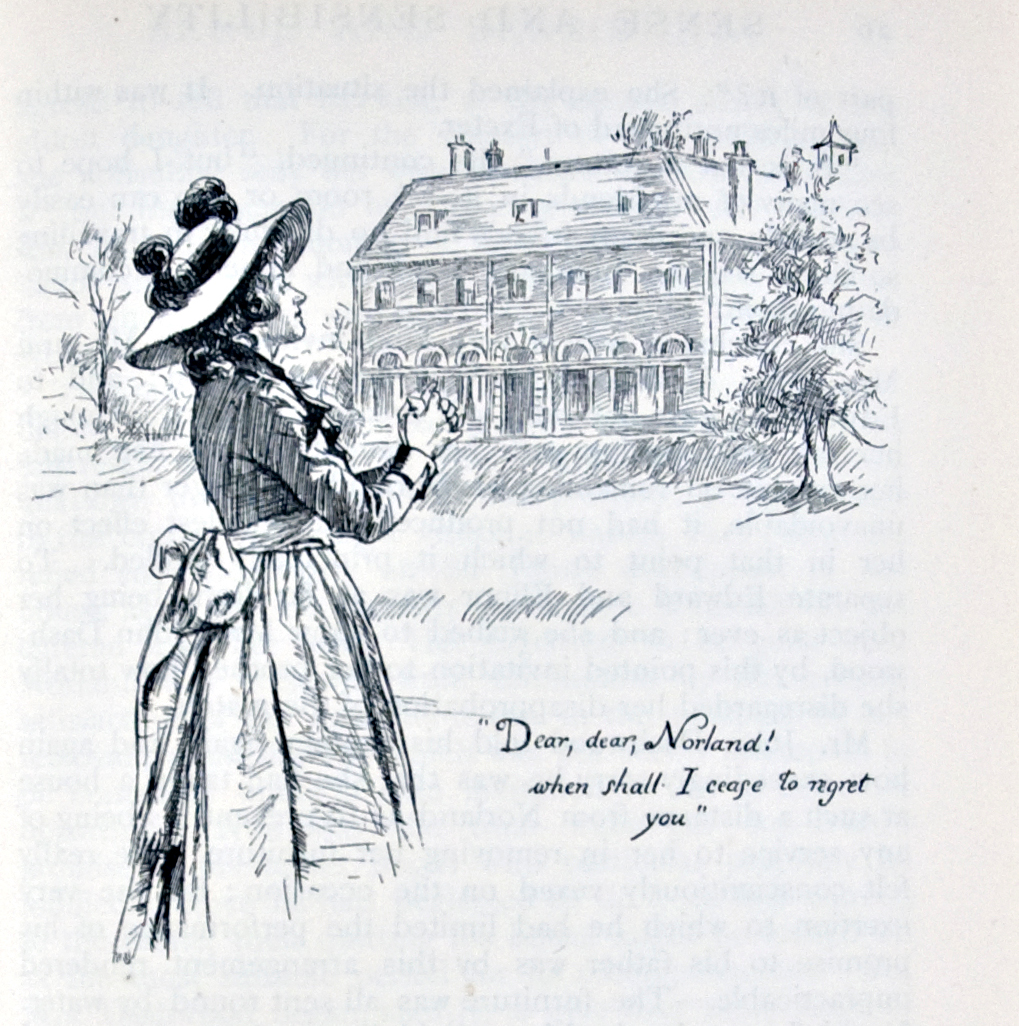
Les adieux éplorés de Marianne à son « cher Norland ». (Chris Hammond 1899).

Dans la version finale de Sense and Sensibility, les réflexions d'Elinor introduisent souvent les commentaires de la voix narrative. Une allusion, dans le chapitre XI, à l'absence à Barton d'une « compagne qui pût la dédommager de ce qu'elle avait perdu » (« a companion that could make amends for what she had left behind ») en quittant Norland, car « ni Lady Middleton ni Mrs Jennings ne pouvaient lui procurer la conversation qui lui manquait », pourrait être, à moins qu'il ne faille y comprendre une allusion à Edward, la trace de l'existence de la destinataire primitive des lettres contenant, avec les réflexions d'Elinor, le récit des événements survenus dans le Devon, à Londres, et le jugement porté sur Willoughby après sa visite à Cleveland.
Brian Southam note aussi qu'un certain nombre de discours de Marianne ressemblent, par le fond et la forme, aux lettres d'une héroïne sentimentale, particulièrement l'adieu au « cher, cher Norland » (« dear, dear Norland »), l'éloge enthousiaste des feuilles mortes et le ton hystérique de son auto-critique à la fin. Le récit de la trahison de Willoughby à Londres, ou le déroulement de l'intrigue secondaire rapportée par le colonel Brandon, entre Willoughby et Eliza, suivent le modèle conventionnel et mélodramatique des intrigues sentimentales de la littérature épistolaire de l'époque, pleine d'héroïnes passionnées et de rebondissements dramatiques.
La construction elle-même, enfin, semble garder des traces du premier état : le premier chapitre, explicatif, fait une présentation plutôt neutre de la situation et des personnages, comme il est souvent d'usage dans les lettres d'exposition d'un roman épistolaire, alors que le personnage et les intentions réelles de Willoughby sont révélés au lecteur au fur et à mesure qu'ils se découvrent au fil de l'intrigue. Il reste enfin un certain nombre de lettres, et plus particulièrement les lettres de Marianne à Willoughby.
Mais Jane Austen a une réelle volonté didactique,, et Sense and Sensibility relève en partie du conduct novel dans la lignée de Jane West ; aussi peut-on facilement comprendre pourquoi elle a abandonné la structure épistolaire : cette dernière met systématiquement et dangereusement en valeur l'auteur de la lettre et la force de ses sentiments, alors qu'il s'agit d'éduquer le lecteur en lui montrant le danger que représente la trop grande complaisance envers les sentiments. Il est significatif que les évènements dramatiques sont soit rapportés par la voix narratrice, comme le « sauvetage » de Marianne blessée, soit des récits de seconde main : c'est Margaret qui rapporte à Elinor le don par Marianne d'une mèche de cheveux à Willoughby, les histoires dramatiques des deux Eliza sont des récits enchâssés, faits par le colonel Brandon à la même Elinor alors que sa passion pour la première s'est apaisée. Et les lettres passionnées de Marianne à Willoughby ne sont dévoilées à Elinor, partant, au lecteur, qu'après la dramatique rencontre du bal à Londres, ce qui diminue fortement leur charge émotive. 
Ainsi, au lieu de s'identifier à Marianne, le lecteur est-il invité à prendre exemple sur Elinor et admirer sa lutte pour maîtriser ses sentiments.

### Construction

#### Trois tomes mais deux parties
La première édition se composait, selon un usage fréquent à l'époque, de trois petits volumes in-12. Le premier est plus long (22 chapitres) que les deux autres (14 chapitres), car il commence par cinq chapitres d'introduction qui décrivent la situation à Norland en remontant une dizaine d'années en arrière, lorsque Henry Dashwood vient habiter au château, jusqu'au départ de Mrs Dashwood et de ses filles pour le Devon. Le récit des amours de Marianne et Willoughby commence au chapitre IX. Ce premier volume se conclut sur Elinor « humiliée, abasourdie, stupéfiée » (« mortified, shocked, confounded ») par les confidences de Lucy, et remplie d'« une émotion et une détresse au-delà de tout ce qu'elle avait jamais ressenti auparavant ».
Le deuxième volume commence par les réflexions d'Elinor, cherchant à analyser le comportement et les sentiments d'Edward à son égard, et son désir d'en apprendre plus de Lucy, tout en lui cachant à quel point elle a été touchée. C'est au chapitre IV qu'Elinor et Marianne partent pour Londres. Le volume s'achève sur les réflexions désabusées de la même Elinor persuadée des réelles chances de réussite de Lucy, dont les flatteries « avaient ouvert une brèche dans le cœur bien gardé (the close heart) de Mrs John Dashwood », laquelle l'« appelait par son prénom et ne savait si elle pourrait un jour se séparer d'elle ».
Le troisième débute par le récit de Mrs Jennings, venant d'apprendre la crise de nerfs de Fanny Dashwood à la découverte des ambitions de Lucy, et le souci d'Elinor : comment révéler cela à Marianne ?
Malgré le souci de créer une attente à la fin de chaque volume, une construction en deux parties, liée aux déplacements des personnages principaux, est visible : c'est exactement au milieu du roman que les deux jeunes filles rejoignent Londres, où tout ce qui était resté secret ou inexpliqué dans la première partie va être porté au grand jour : Marianne y découvre que Willoughby est fiancé à Miss Grey, et Miss Steele dévoile accidentellement à Fanny Dashwood les fiançailles secrètes de sa sœur. Comme Elinor le dit au colonel Brandon, « It's a day of general elucidation ».

#### Échos, parallélismes et enchâssements
L'intrigue présente une construction géométrique : les deux sœurs avancent en parallèle vers un mariage désirable avec deux hommes honorables, mais sont entravées par une série d'obstacles créés par deux personnages égoïstes et sans scrupules. Tous les évènements arrivent en double, et tout ce qui arrive à Elinor se produit ensuite pour Marianne. Toutes deux tombent amoureuses d'un homme dont on apprend ensuite qu'il a un autre engagement.
Mais l'histoire d'Elinor commence la première et encadre celle de Marianne, qui ignore que sa sœur souffre autant et depuis plus longtemps qu'elle, tant qu'Elinor ne lui révèle pas la similitude de leur situation.

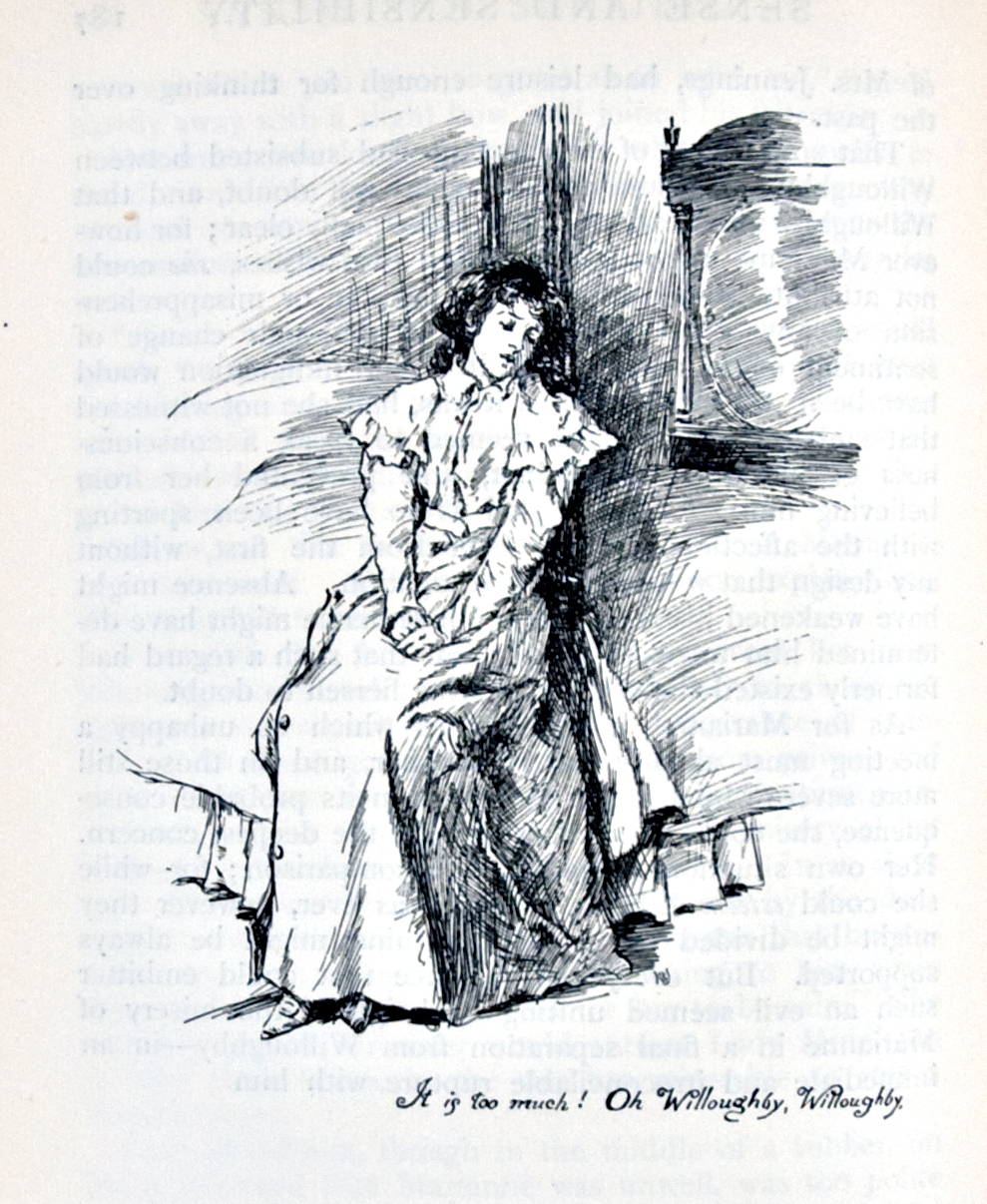
La tristesse et le désespoir de Marianne abandonnée par Willoughby (Chris Hammond, 1899).

Toutes deux sont confrontées à une situation éprouvante, Marianne lorsqu'elle voit Willoughby au bal, Elinor lorsqu'elle reçoit la visite d'Edward en présence de Lucy, mais la gèreront différemment.
Le parallélisme apparait même dans leur correspondance. Lorsqu'elles sont à Londres, chez Mrs Jennings, les deux sœurs rédigent des lettres en même temps : par deux fois, Elinor écrit à leur mère tandis que Marianne envoie une note à Willoughby. Seule la troisième lettre de Marianne, envoyée le lendemain du bal, n'est pas accompagnée d'une rédaction parallèle par sa sœur.
Edward Ferrars et Willoughby aussi ont des vies parallèles. Chacun a trois options de mariage : une relation antérieure (Eliza Williams pour Willoughby et Lucy Steele pour Edward), une offre de riche mariage (Miss Grey/Miss Morton) et un attachement sentimental (Marianne/Elinor). Chacun est déshérité parce qu'il refuse d'obéir aux désirs de ceux dont ils dépendent : Willoughby est rejeté par sa tante, Mrs Smith, parce qu'il ne veut pas épouser Eliza, Edward par sa mère parce qu'il ne veut pas rompre avec Lucy. Et les deux intrigues secondaires, les fiançailles d'Edward et Lucy révélées en secret à Elinor par Lucy elle-même au chapitre 22, la liaison entre Eliza Williams et Willoughby, confiée à la même Elinor par le colonel Brandon après la découverte de la trahison du séducteur, se font écho. Tenté de comparer Elinor et Marianne, le lecteur est aussi invité à comparer l'attitude et le comportement des deux jeunes gens à leur égard.
Enfin, les trois intrigues amoureuses sont enchâssées, créant une relation subtilement complexe entre elles : la plus dramatique (celle de la première Eliza et du jeune Brandon) est dévoilée dans le cadre de la relation de Marianne et de Willoughby ; et cette histoire, à son tour, dont le lecteur suit le déroulement à travers ce qu'en découvre, sait et pense Elinor, est contenue dans celle qui commence et termine le roman, et qui met en lumière les sentiments profonds, mais maîtrisés, de cette dernière pour Edward, comme pour souligner — et désamorcer — le danger que représentent les deux autres.

### Elinor, porte-parole et double de la narratrice

#### Une observatrice privilégiée
La narratrice principale met le personnage d'Elinor en position d'observatrice privilégiée. En effet, c'est souvent elle qui analyse les évènements, et il est difficile au lecteur de savoir parfaitement si c'est sa voix ou celle d'un narrateur extradiégétique qui s'exprime, car les deux s'enchevêtrent (on parle à ce propos de « superpositions de voix », ou encore, de polyphonie). Ce qu'elle remarque est exprimé en focalisation interne. Ses réflexions, ses commentaires sont dévoilés à travers le monologue narrativisé ou le discours indirect libre (DIL). En outre, c'est elle qui ouvre et clôt le roman, et toute l'histoire de Marianne est incluse dans la sienne.

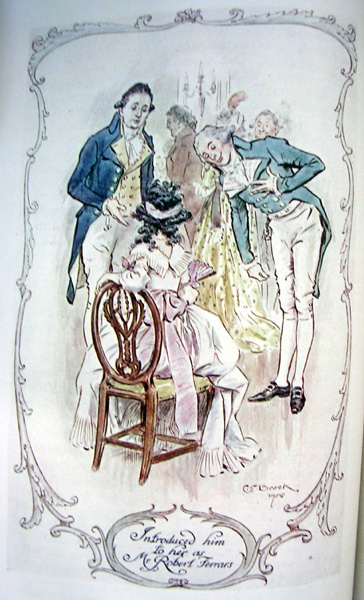
John présente son beau-frère, le snob et sot Robert Ferrars à Elinor (C. E. Brock, 1908).

L'histoire d'ailleurs, ne parvient la plupart du temps au lecteur qu'à travers ce qu'elle en voit et en sait, ce qui participe à la mise en intrigue et maintient la tension narrative. Ainsi l'abattement d'Edward, son incompréhensible « humeur chagrine » (« desponding turn of mind »), pendant sa visite à Barton Cottage est mis par Elinor sur le compte de ses relations avec sa mère, et l'amertume de son exclamation en partant : « I may defy many months to produce any good to me » (« Je défie de nombreux mois d'apporter quoi que ce soit de bon pour moi ») ne se comprendra qu'après coup.
Elle sert aussi de filtre et d'écran entre Willoughby et sa sœur, une première fois après les confidences de Brandon et ensuite après la confession de Willoughby, atténuant ainsi sa force de conviction. Elle accepte de faire le lien entre Edward et Brandon, devenant une narratrice secondaire intradiégétique, éventuellement instrumentalisée par Brandon dans sa quête constante de Marianne.

#### Un porte-parole
Elle est aussi dépositaire des valeurs qui sont celles de Jane Austen, et le regard qu'elle pose sur les gens est aussi aigu que celui de sa créatrice. S'il est évident que l'auteur a mis beaucoup d'elle-même dans Marianne et dans Elinor, il est souvent difficile de savoir dans quelle mesure exacte elle se révèle derrière la narratrice et le personnage. Par exemple, Elinor a tout de suite repéré l'« œil vif et perçant » (« sharp quick eye »), le « regard pénétrant »(« shrewd look ») de Lucy, et son « manque de rigueur morale et d'honnêteté intellectuelle » (« want of rectitude and integrity of mind »), avant même d'être personnellement confrontée à sa malice. Mais elle lui reconnaît du bon sens, de la beauté et de l'esprit et, puisque son mariage avec Edward est inéluctable, car dans le monde où vit Jane Austen, une fois qu'on s'est fiancés (engaged), il est pratiquement impossible de faire marche arrière, elle espère que le temps et l'habitude se chargeront de rendre finalement ce mariage heureux.
Mais c'est dans son silence qu'il faut voir ses jugements véritables. Face à Lucy, le silence est peut-être d'abord une protection, mais face à Robert Ferrars, « qui ne mérite pas qu'on lui fasse le plaisir de le contredire », c'est du mépris. Lorsqu'elle le revoit après le bannissement de son frère, heureux de sa bonne fortune et sans un mot de compassion pour lui, elle l'écoute avec une imperturbable gravité s'en moquer, ayant déjà « une bien piètre opinion de sa tête et de son cœur ». Seul son regard exprime ce mépris, mais si le lecteur le remarque, lui n'est pas assez sensible pour s'en apercevoir. De même, son silence est assourdissant lorsque son demi-frère John lui assure avec sérieux que « Mrs Ferrars est l'une des plus affectueuses mères du monde », puis est surpris qu'elle puisse s'intéresser à l'opinion de Miss Morton, persuadé que cela ne fait aucune différence pour cette dernière d'épouser Robert plutôt qu'Edward. La critique des mariages imposés par la famille est ici à peine voilée.

## Thèmes

### Argent et mariage
Les deux thèmes de prédilection de Jane Austen sont étroitement imbriqués mais l'argent est le thème majeur, au point que la morale de Sense and Sensibility diffère de celle de ses autres romans, puisqu'il n'y a pas, in fine, de justice distributive : le mariage des héros ne leur apporte pas l'aisance financière, Fanny et Lucy, malgré leur animosité réciproque, gardant jalousement la mainmise sur l'héritage Ferrars, Fanny ayant en outre réussi, dès le départ, à acculer les demi-sœurs de son mari à une relative pauvreté.

#### Argent
En effet, l'argent qui, ailleurs, représente principalement la sécurité financière, celle que permet un riche mariage, joue ici un rôle essentiel, car l'attitude à l'égard de l'argent des différents personnages et l'idée qu'ils se font de la richesse et de son pouvoir sont particulièrement développées.

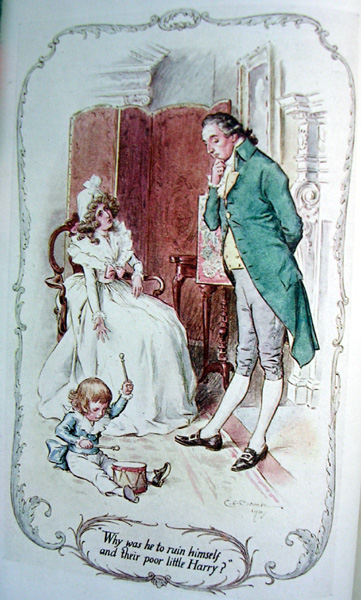
Mrs Dashwood accuse son mari de vouloir spolier leur cher petit Harry en aidant ses sœurs (C. E. Brock, 1908).

Ainsi, John et Fanny mesurent tout en fonction du prix que cela coûte ou rapporte. Ils ont un revenu très confortable de 6 000 livres par an (Norland plus leur fortune personnelle respective), mais John se laisse convaincre, au cours d'un marchandage féroce où ses intentions charitables sont progressivement réduites à néant par les arguments aussi fallacieux que cyniques de sa femme, de ne pas respecter sa promesse à son père mourant, et de ne pas aider financièrement ses sœurs, qui devront vivre dans une médiocre aisance avec 500 livres par an,. Fanny regrette en outre que Mrs Dashwood remporte le service de porcelaine qu'elle avait apporté de Stanhill, qu'elle trouve deux fois plus beau que celui de Norland, et bien trop beau pour l'endroit où elle va habiter. John affirmera avec sérieux à Elinor qu'ils ont dû acheter beaucoup de choses pour remplir les vides ; Miss Morton vaut 30 000 livres, et Mrs Ferrars promet 1 000 livres par an à Edward s'il l'épouse ; John trouverait parfaitement normal que Mrs Jennings soit assez bonne pour laisser quelque chose à Elinor et Marianne par testament, car ses filles « excessivement bien mariées » n'ont besoin de rien selon lui ; il se désole que Marianne ait tellement enlaidi qu'elle ne pourra pas épouser un homme riche de plus de cinq ou six cents livres, mais estime qu'Elinor mériterait mieux, le colonel Brandon, par exemple. Incarnant « ce matérialisme forcené qui indexe la valeur de l'individu sur sa situation financière et sociale », quand il rencontre ce dernier, « il le regarda avec une curiosité qui semblait dire qu'il voulait seulement savoir s'il était riche, pour se montrer à son tour poli à son égard ».
Le lecteur apprend aussi que la fortune de Miss Grey est de 50 000 livres, ce qui en fait l'héritière la plus fortunée de tous les romans de Jane Austen, et montre bien que Willoughby l'épouse pour de basses considérations mercantiles.
Edward sait bien que, pour se marier, il faut avoir un revenu qui permette de vivre. Cependant, lorsque Lucy lui rend sa parole, il ne fait pas le choix de Willoughby : il demande la main d'Elinor, qu'il aime, et pas celle de Miss Morton, conscient cependant qu'ils ne pourront pas se marier immédiatement, vu la modicité de leurs revenus.
Elinor et Marianne ont d'ailleurs une discussion éclairante sur leurs attentes respectives : Marianne, qui attend du mariage une certaine aisance, estime le « juste nécessaire » (mere competence) entre 1 800 et 2 000 livres par an, alors que pour la prudente Elinor 1 000 livres seraient une « richesse » (wealth). C'est ce que leur apportera finalement leur mariage respectif : Elinor et Edward vivront dans la cure de Delaford avec 800 livres environ, et Marianne profitera des 2 000 livres que rapporte le domaine de Brandon.

#### Mariage
Les romans de Jane Austen reflètent une réalité de son temps pour les femmes peu fortunées de son milieu social : un « beau » mariage est leur seule possibilité de se protéger de l'insécurité financière que représente le célibat, mais Jane Austen défend l'idée d'un mariage où l'affection passe avant toute autre considération, où la sensibilité n'est pas entièrement vaincue par la froide raison. Ainsi, la sœur rationnelle épouse l'homme qu'elle aime, une fois franchis les obstacles romanesques ou triviaux, et la sœur romanesque, après l'expérience douloureuse d'un premier amour trahi, trouvera finalement le bonheur auprès d'un homme qui a connu le même type d'expérience, et dont elle a appris à apprécier la sensibilité.
Les mariages des personnages secondaires, fondés exclusivement sur des considérations financières, ne sont réussis que de façon superficielle : Mrs Jennings a marié ses filles de manière satisfaisante sur le plan matériel, mais Lady Middleton et son mari n'ont rien à se dire et Mr Palmer traite sa sotte épouse avec mépris ; Willoughby a « besoin » d'épouser une femme riche pour garder son standing, mais elle s'appelle Miss Grey (gris) ce qui présage une union terne et conventionnelle.
John a épousé très jeune une femme prodigieusement égoïste, Robert et Lucy, une fois réconciliés avec leur famille, connaîtront de fréquents désaccords conjugaux (frequent domestic disagreements).
Les comportements de Nancy et de Lucy, qui cherchent à se marier aussi bien que possible financièrement contrastent avec ceux d'Elinor et Marianne qui privilégient les sentiments. Les fiançailles de Lucy avec Edward fonctionnent comme une caricature de ce que Jane Austen considère comme une relation vraie. C'est comme si elle voulait aider son lecteur à mesurer la valeur d'une relation conjugale authentique, en juxtaposant des versions parodiques ou comiques.

### La famille, quelle famille?
L'observation de la famille Dashwood montre les deux sens du mot « famille » : la conception conservatrice, intéressée par la transmission du patrimoine et du nom, de génération en génération par droit de primogéniture, qu'incarne John Dashwood, et la famille en tant que groupe humain, représentée par les dames Dashwood, la veuve et ses filles.

#### Pouvoir patriarcal

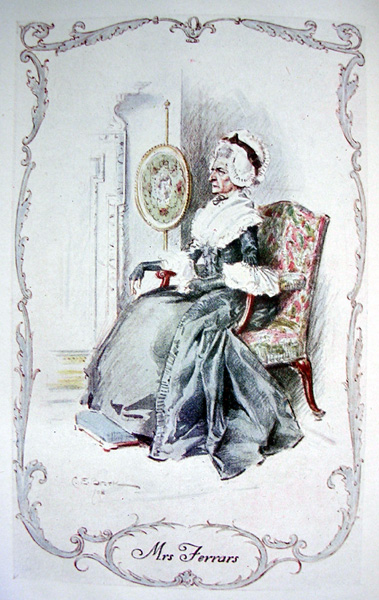
L'intransigeante Mrs Ferrars, parodie du pouvoir masculin, vue par C.E. Brock (1908).

Le problème de la transmission du patrimoine est au cœur du roman, et présenté dès l'incipit. La fantaisie d'un vieillard, les manœuvres de Fanny Dashwood et la mort prématurée d'Henry Dashwood privent ses filles d'un revenu confortable et fragilisent leur statut social. La transmission à John de la propriété de Norland correspond aux usages de la noblesse terrienne (landed gentry) : garder le patrimoine intact dans les mains de la famille patronymique. Mais ce pouvoir patriarcal est traité de façon satirique. Le domaine est transmis au petit Henry, interdisant du coup à Henry Dashwood de l'exploiter au bénéfice de sa famille, et John se montre ensuite un gestionnaire avare et égoïste, le contraire du propriétaire foncier idéal incarné par Mr Darcy ou Mr Knightley.
Ce roman est le seul de Jane Austen où il y a une totale absence d'image paternelle pour les jeunes gens en âge de se marier : leurs mères sont toutes veuves, de même que Mrs Smith, dont dépend la fortune de Willoughby. Figures matriarcales hypertrophiées, elles sont investies de l'autorité, mais sont soit incapables ou peu désireuses de l'assumer (Mrs Dashwood), soit comiques (Mrs Jennings), soit despotiques (Mrs Ferrars).
Le pouvoir du chef de famille peut être coercitif : Mrs Ferrars, parodie du pouvoir masculin, accorde ou retire son droit d'aînesse à Edward, Mrs Smith menace de déshériter Willoughby s'il ne se range pas. John Dashwood laisse entendre à Elinor que la famille aurait eu les moyens de réagir vigoureusement et d'empêcher le mariage de Robert, si son intention d'épouser Lucy avait été connue. Il lui suggère aussi, assez lourdement, de se faire courtiser par le colonel Brandon.

#### Mère et enfants
La narratrice présente le couple caricatural des Middleton comme des allégories : « Sir John was a sportmann, Lady Middleton a mother » (« Sir John était un chasseur, Lady Middleton une mère »). Mais le métier de cette mère consiste à gâter (humouring) ses enfants, et ces derniers sont présentés avec causticité comme de petits tyrans désobéissants, jugés assez sévèrement par la narratrice. Cependant, c'est surtout l'indulgence déraisonnable et le narcissisme inconscient des mères pour leur second enfant, celui qui leur ressemble le plus, qui sont soulignés : Mrs Dashwood s'inquiète des peines de cœur de Marianne et ne voit pas que celles d'Elinor sont aussi profondes, Robert Ferrars est aussi vain que sa mère, Charlotte, la préférée de Mrs Jennings, aussi gentille et sotte que la sienne.
C'est aussi le seul roman (avec Emma) où une naissance se produit, donnant à la narratrice l'occasion de faire quelques commentaires généraux sur la maternité. Les jeunes enfants, qui rendent les adultes gâteux, jouent un rôle non négligeable dans l'intrigue. En premier le petit Harry Dashwood, dont les enfantillages sont rapportés sans indulgence, puis les enfants Middleton qui donnent l'occasion à Lucy de se faire bien voir par leur mère, alors que la sincérité d'Elinor n'est pas appréciée, sans oublier Margaret, qui n'a pas les yeux dans sa poche, ni le bébé de Charlotte à cause duquel les Palmer quittent précipitamment Cleveland, de peur que la maladie de Marianne soit contagieuse.

### Silence et secrets
Il y a beaucoup de secrets, secrets cachés, secrets dévoilés, entre les personnages, et des expressions comme « en secret », « apparence de secret », « promesse de secret », «  dissimulation nécessaire » (necessity of concealing), reviennent régulièrement, soulignant l'importance du vocabulaire de la dissimulation.

#### Secrets et révélations

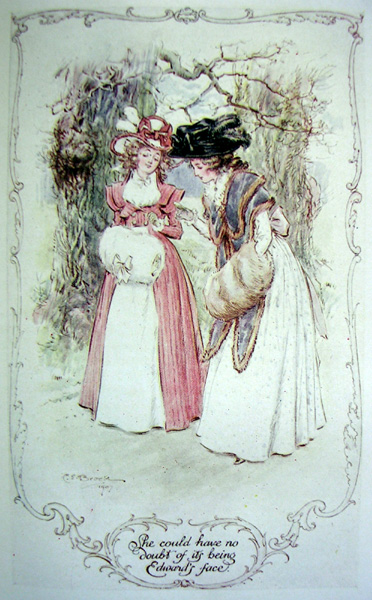
Lucy montre en secret un petit portrait à Elinor, qui doit admettre qu'il s'agit bien d'Edward (Brock, 1908).

Elinor et Marianne, vivant des aventures parallèles, ont des secrets à cacher et se cacher, mais l'« extraordinaire » silence qui entoure les relations de Marianne et Willoughby, alors que Marianne est censée « avoir horreur de la dissimulation », étonne Elinor et lui paraît « « une étrange sorte de secret » ; « le grand secret » que lui confie perfidement Lucy, qui la laisse d'abord sans voix, l'oblige ensuite à se contrôler soigneusement pour cacher la profondeur de son émotion et de sa détresse.
Elinor est poussée à dissimuler parce qu'elle connaît et respecte les codes qui régissent le comportement en société, et « a fait en secret le deuil » d'un bonheur devenu définitivement inaccessible. Dépositaire de nombreux secrets alors qu'elle n'a la possibilité de confier les siens à personne, elle se protège de la méchanceté de Lucy ou de la curiosité de Mrs Jennings derrière sa réserve et son silence. Ce silence, qui est aussi sa manière d'éviter des souffrances inutiles à ceux qu'elle aime, a l'approbation de l'auteur, car il est généreux, mais celui de Marianne, égoïste, est en quelque sorte « puni » par sa maladie, longuement décrite comme une fuite dans le mutisme et la folie.
Le thème du secret est cependant plus large et concerne aussi les autres personnages majeurs, car tous en ont : le colonel Brandon part brusquement après avoir reçu une lettre dont il refuse de parler, empêchant l'excursion à Whitwell, Willoughby quitte Marianne sans explications, Edward garde ses fiançailles secrètes et Lucy ne les révèle à Elinor que pour la neutraliser, poussant jusqu'au dénouement la dissimulation à un haut degré de perversité et de machiavélisme : Jane Austen ne résout qu'à la fin, par les divers récits explicatifs, ces énigmes que le lecteur ne peut deviner, fautes d'indices suffisants.

#### Espionnage et commérages

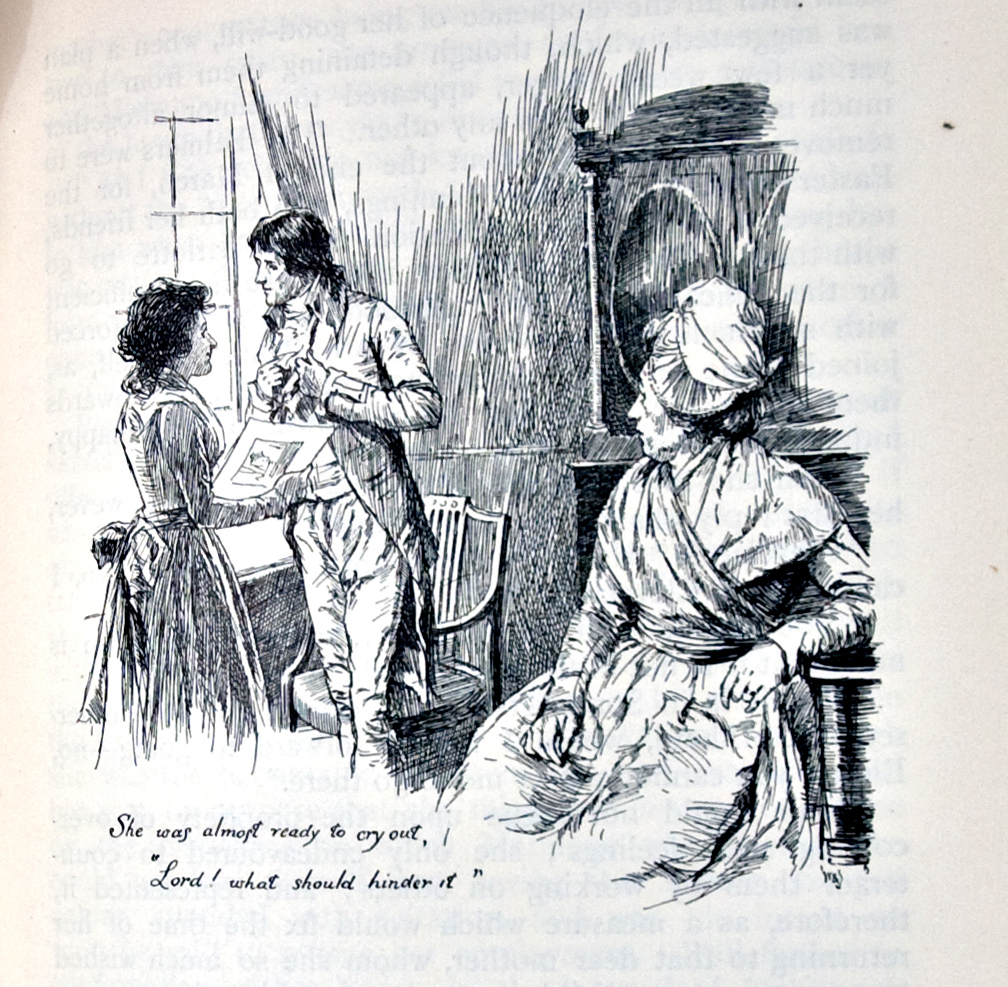
Mrs Jennings écoute (et interprète à sa façon) les conversations (Chris Hammond, 1899).

Les corollaires du secret sont l'espionnage, le commérage et l'indiscrétion. À cause du savoir-vivre, on ne questionne pas, mais on observe et on tend l'oreille. Mrs Dashwood est trop bien élevée et discrète pour interroger directement Marianne à propos de Willoughby. Mais Mrs Jennings espionne les rougissements et les regards, écoute plus ou moins discrètement et se forge une interprétation parfois source de quiproquos, Miss Steele écoute très indiscrètement aux portes, Lucy distille des confidences soigneusement calculées et surveille les réactions d'Elinor.
Supposer et percer des secrets réels ou imaginaires est d'ailleurs une sorte de jeu de société, comme le montre la soirée chez Sir John où on l'entend murmurer suffisamment fort pour alerter Lucy : « Son nom est Ferrars […] mais, de grâce, n'en dites rien, car c'est un grand secret » (His name is Ferrars, but pray do not tell it for it is a great secret). Et son incorrigible belle-mère, si friande de nouvelles et de commérages d'affirmer : « Allons, allons, on ne doit pas avoir de secrets entre amis » (Come, come, let's have no secret among friends).

### Éducation et vie en société

#### Une société vaine
Le monde décrit par le roman, comme la société que fréquente l'auteur, est un monde régi par les convenances, les conventions, un monde d'écrans et de masques, une société bavarde et volubile, où les mots sonnent creux. L'élégante Lady Middleton est le parfait exemple de ces dames « accomplies » à la conversation « insipide » qui peuplent les salons, et Robert Ferrars le modèle de ces snobs égoïstes et prétentieux qui font la mode.
Le lecteur pardonne à Marianne de se taire quand elle ne peut pas dire ce qu'elle pense vraiment, même s'il trouve qu'elle agit trop égoïstement quand elle refuse de parler à des gens qu'elle n'apprécie pas, et il admire Elinor qui se sent obligée d'entretenir la conversation, même au prix de mensonges polis et quand cela lui coûte, la fait souffrir, lui demande même de l'héroïsme, pour maintenir l'harmonie du groupe : qu'Elinor peigne, et qu'elle ait peint des « écrans », est symbolique.
Des personnages cependant ne se contentent pas de respecter superficiellement l'étiquette mais montrent leur réel intérêt pour autrui, ce qui leur vaut généralement la sympathie du lecteur : Edward, Brandon et, dans une certaine mesure, la vulgaire mais généreuse Mrs Jennings, qui a tout de suite vu la vanité et le manque de chaleur humaine de Fanny Dashwood, cette « petite femme à l'air hautain »).

#### Éducation et culture

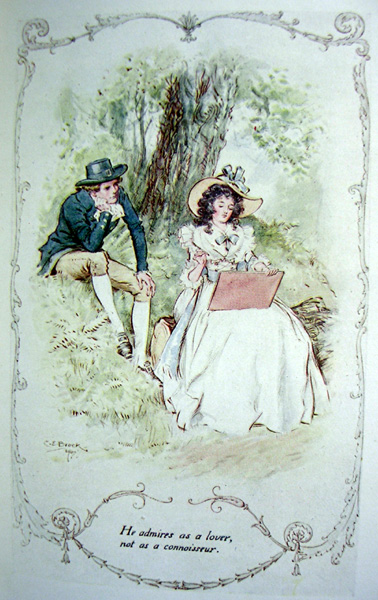
Elinor et Edward à Norland (illustration de C.E. Brock pour le ch. IV, 1908).

L'éducation et la culture sont des thèmes récurrents dans les romans de Jane Austen. L'éducation d'Edward Ferrars, qui, à la demande expresse de son oncle, Sir Robert, est pensionnaire chez Mr Pratt, à Longstaple, près de Plymouth, dans le Devon jusqu'à dix-huit ans, et qui ensuite rejoint Oxford, rappelle ce qu'a connu Jane Austen à Stevenson, où son père, lui-même diplômé de St John's College, prenait des élèves en pension depuis 1773. Robert Ferrars critique cette habitude et se vante d'avoir reçu une éducation mieux adaptée à la vie en société dans la prestigieuse Westminster School.
Elinor et Marianne ont apporté leurs livres à Barton car, comme toutes les héroïnes de Jane Austen, elles sont de ferventes lectrices, mais leurs goûts et leurs réactions divergent : Marianne se réfugie dans la lecture pour échapper aux obligations sociales et s'enivre de poésie (elle apprécie Cowper et Scott, comme Jane Austen). Elinor se moque gentiment de ses enthousiasmes extatiques et, comme Edward, a une approche plus objective, plus raisonnable des auteurs. Ayant découvert le goût sûr et la grande culture d'Edward dans ses conversations avec lui à Norland, elle est peinée pour lui de savoir qu'il s'est lié à quelqu'un d'aussi superficiel, égoïste et inculte que Lucy.
Car il y a bien deux mondes : la société vaniteuse et superficielle de Londres et du Norland de John Dashwood, et le monde domestique et familial auquel aspirent les héros, un monde accueillant, cultivé et vertueux où il est possible d'être sincère, comme le sont Barton et surtout Delaford à la fin du roman, dont les habitants, unis par une profonde affection familiale, peuvent vivre en parfait accord. Dès le début du roman, d'ailleurs, la voix narratrice avait souligné l'importance des qualités de cœur et de l'affection : même John Dashwood, malgré son cœur sec et son égoïsme, « s'il avait épousé une femme plus aimable, aurait pu être encore mieux considéré qu'il ne l'était ; il aurait même pu devenir quelqu'un d'aimable lui-même. » (« Had he married a more amiable woman, he might have be made still more respectable than he was ; he might even have be made amiable himself »).

### Satire du roman sentimental

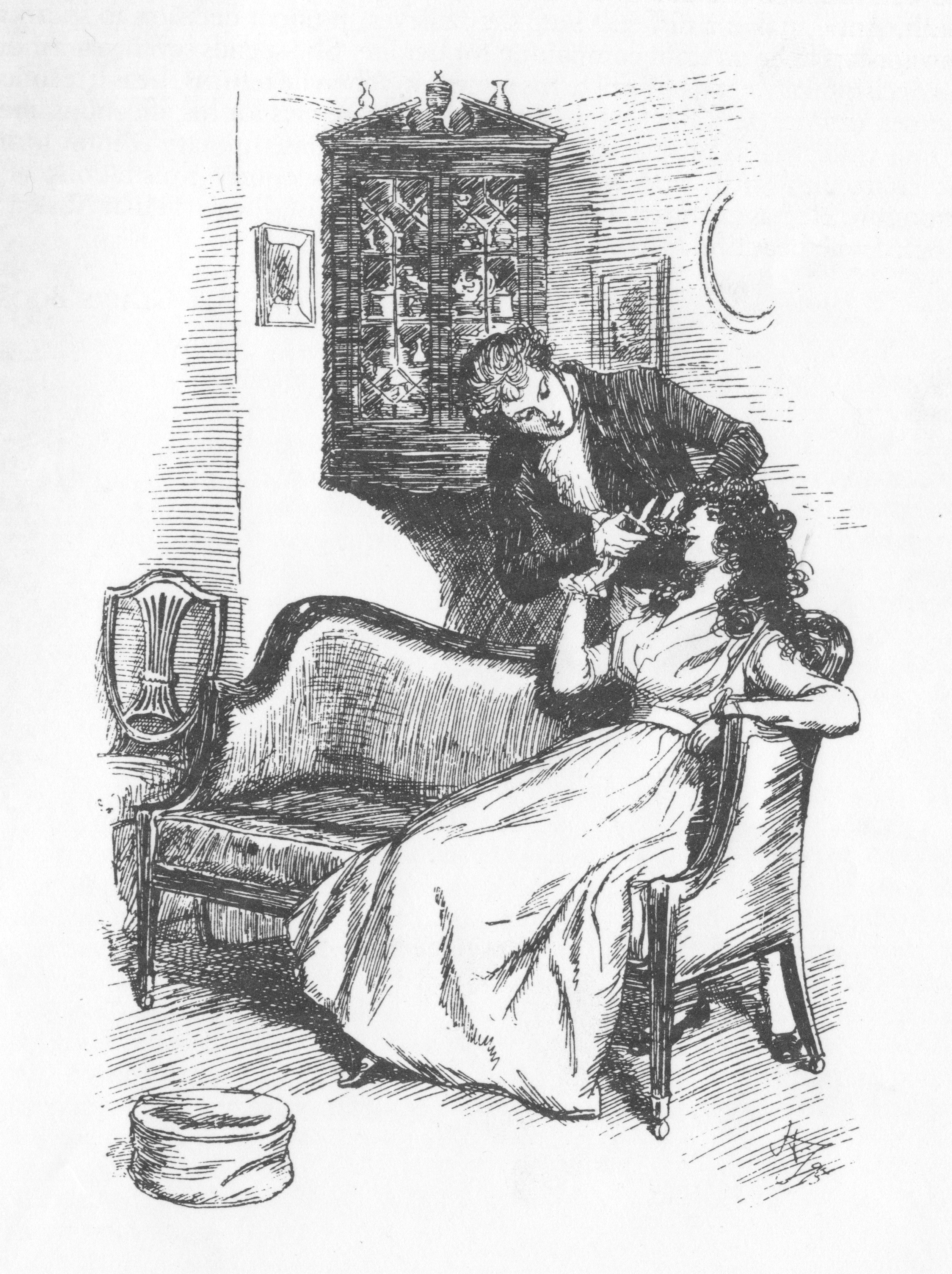
Marianne laisse Willoughby lui couper une boucle de cheveux (illustration de Hugh Thomson).

Sense and Sensibility contient, à travers les goûts et le comportement de Marianne, une satire excellente et spirituelle des romans sentimentaux de l'époque (novels of sensibility), comme Northanger Abbey, écrit à peu près contemporain, se moque du roman gothique, les deux genres romanesques très prisés de la majorité des lecteurs. Avec le recul de l'illettrisme et l'ouverture des bibliothèques de prêt (circulating libraries), la demande de nouveautés était forte, mais la plupart de leurs auteurs sont bien oubliés aujourd'hui.

#### Critique ironique de l'excès
Marianne est un personnage exalté, excessif, qui se laisse emporter par la musique et la poésie, considère comme un « devoir » de cultiver ses sentiments et son individualisme ; elle va jusqu'à frôler la mort et la folie, comme la Cecilia de Fanny Burney. « Ses opinions sont toutes romantiques » (her « opinions are all romantic), reconnaît Elinor, avec un certain dédain amusé. Sa liaison avec Willoughby suit un canevas de roman sentimental : la rencontre de l'héroïne blessée et du beau, mystérieux et viril chasseur inconnu qui vient à son secours et la porte dans ses bras jusque chez elle, l'offrande de la jument appelée Queen Mab, le sacrifice de la mèche de cheveux emportée en souvenir, puis la quête de l'amant disparu, le malaise en découvrant sa noirceur, le chagrin auquel succombe la belle trahie, et les remords (éternels) de son bourreau.
Sauf que Marianne n'a qu'une entorse quand Willoughby la découvre, n'est pas enlevée ni séquestrée mais seulement invitée à visiter Allenham, qu'elle s'évanouit d'inanition plus que de douleur, tombe malade par imprudence, et ne meurt pas de chagrin : Jane Austen se contente de suggérer une fin potentiellement tragique, là où les écrivains plus tardifs, comme George Eliot et Emily Brontë, feront mourir l'héroïne qui ne peut trouver sa place dans la société. Mais suivant la tradition de la comédie, Jane Austen offre à ses héros un dénouement heureux, « détestant qu'on empêche les personnages d'être heureux une fois mariés ».

#### Détournement des clichés
Jane Austen utilise habilement, en leur faisant jouer un rôle essentiel dans l'avancée de l'intrigue, d'autres clichés habituels aux romans d'amour (romance, par opposition à novel), par exemple, la présence de personnages rendus mystérieux par leur silence, et les mystères eux-mêmes : le destin mélodramatique des deux Eliza avec le duel opposant Brandon à Willoughby, les romanesques fiançailles secrètes d'Edward, le secret qui entoure la liaison de Marianne et Willoughby.
On trouve aussi les personnages de la fausse amie, mal-intentionnée et jalouse, qui se révèle une rivale (Lucy), de l'amoureux transi et chevaleresque (Brandon) et de la mère abusive (Mrs Ferrars). L'anneau de cheveux que porte Edward relève du même type de clichés sentimentaux que Jane Austen reprochait à ses auteurs favoris, comme Samuel Richardson, car elle ne supportait pas « le crime du sentimentalisme », mais il est essentiel pour créer le quiproquo et augmenter le malaise d'Edward, pris par le lecteur en flagrant délit de mensonge.
Plus subtilement, elle détourne ironiquement le vocabulaire du sentiment en le mettant dans la bouche de ses personnages les moins sensibles : Fanny emploie des mots tendres à l'adresse de son mari (my love), Lucy parle avec ravissement de la douceur, de la gentillesse et de l'affabilité de Mrs Ferrars à son égard, et John se montre choqué de l'« insensibilité » (unfeeling) dont fait preuve Edward, car organiser un mariage financièrement intéressant est pour lui la preuve évidente de « la plus sincère affection » (the truest affection), d'« une des mères les plus affectueuses du monde ».

## Cadre historique et géographique
Les divers endroits où vivent Elinor et Marianne, ceux où elles sont hébergées ou invitées, ancrent le récit dans la réalité, les lieux étant parfaitement connus de l'auteur. Mais les déplacements ont aussi une forte valeur symbolique : le roman commence dans le Sussex, où se trouve Norland (les 4 premiers chapitres), puis les sœurs Dashwood et leur mère s'exilent dans le lointain Devonshire (les 21 chapitres suivants, sur 50), quittant à la fois une maison aimée et une situation sociale très confortable pour une vie modeste dans une région et parmi une société inconnues. Elinor et Marianne ont ensuite l'occasion de passer un hiver à Londres (15 chapitres), de faire un crochet au printemps dans le domaine des Palmer, « à quelques miles seulement de Bristol », dans le Somerset (5 chapitres) avant de retourner à Barton Cottage (4 chapitres), le dernier chapitre se passant principalement dans le Dorset à Delaford, la maison de maitre et le presbytère.

### Lieux et paysages

#### Réalisme

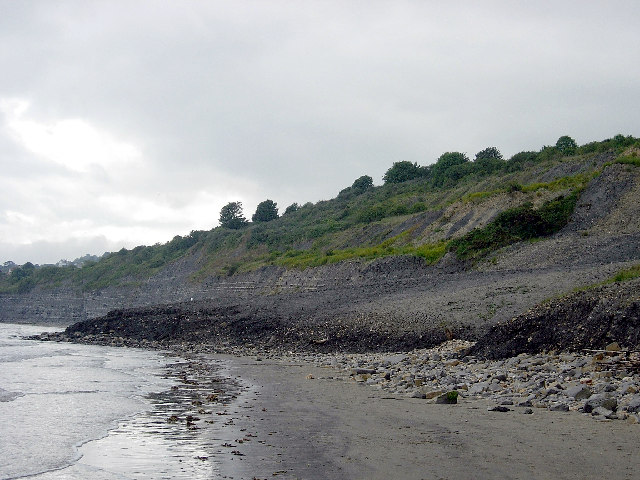
La côte entre Charmouth et Lyme Regis.

Le milieu décrit est une société de grands propriétaires terriens, qui, pour la plupart, possèdent un pied-à-terre londonien qu'ils occupent pendant l'hiver. Les Dashwood sont une vieille famille du Sussex, mais tous les autres, Sir John (le seul qui soit de petite noblesse), le colonel Brandon, et les « nouveaux riches », Mrs Jennings et les Palmer, ont des propriétés dans l'Ouest. Jane Austen pendant son séjour à Bath a voyagé dans la région avec ses parents. Elle a visité, dans le Devon, Sidmouth pendant l'été 1801, Dawlish et peut-être Teignmouth durant l'été 1802 ; dans le Dorset, Charmouth à l'été 1803, puis Lyme Regis en novembre 1803. La famille visite de nouveau les côtes du Devon et du Dorset durant l'été 1804, séjournant quelque temps à Lyme Regis. Barton est un toponyme fréquent dans le Devon. Anne Marie Edwards pense qu'Upton Pyne, qui domine la vallée de l'Exe, au nord d'Exeter correspond assez bien à la description et la situation du village, et il existe même un lieu-dit Woodrow Barton, à moins de 500 m.

#### Paysages pittoresques

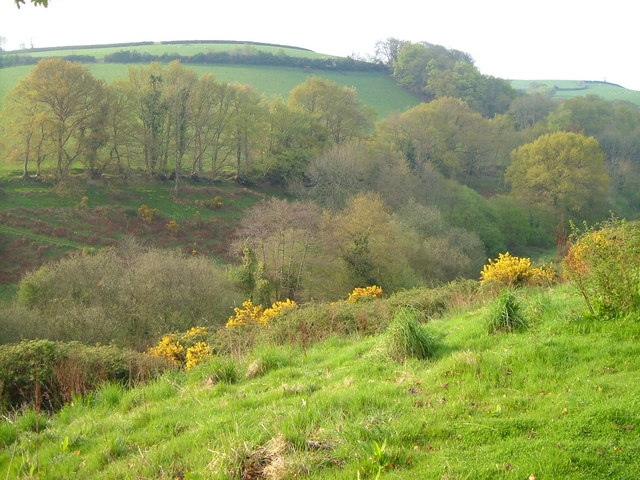
Paysage du Devon : les bois d'Alphington.

Il n'est pas rare dans les romans de cette époque d'utiliser le « picturesque » pour révéler des informations sur les émotions et les attitudes des personnages. Ainsi, la sensibilité préromantique de Marianne transparaît dans les termes qu'elle emploie pour ses adieux poétiques aux bois de Norland « insensibles aux changements chez ceux qui marchaient sous leur ombre ». L'évocation de l'épais tapis de feuilles mortes dans les allées à l'automne lui fait souvenir des « transports avec lesquels [elle] les voyai[t] autrefois tomber ». Le goût de Jane Austen pour la nature et les poètes qui l'ont chantée est connu, ce ne sont donc ni les sentiments ni les émotions esthétiques de Marianne qui sont moqués, mais le caractère excessif de son enthousiasme. Il ne faut pas oublier cependant que c'est cette sensibilité et cet enthousiasme qui ont, dès le début, attiré le colonel Brandon.
Les environs de Barton permettent de « belles promenades », mais si Elinor dessine et peint les paysages qui l'entourent, Marianne recherche « de délicieuses sensations » en escaladant les pentes, sensible au sublime qu'éveille en elle « le jeu du soleil brillant à travers les nuages » ou « le souffle vivifiant d'un grand vent de sud-ouest », affirmant qu'il n'y a pas de « félicité supérieure au monde ». C'est en dévalant avec Margaret la colline derrière le cottage, surprise par le vent et la pluie, qu'elle se foule la cheville et rencontre Willoughby qui chassait, c'est à la suite de « deux délicieuses promenades au crépuscule » dans les endroits les plus sauvages de Cleveland qu'elle tombe malade.
Sa description de la vallée où se trouve Barton Cottage invite Edward à en admirer le pittoresque. Bien qu'il se défende de rien y connaître, il en manie pourtant parfaitement le vocabulaire, mais ce à quoi il se montre sensible, ce sont la valeur fonctionnelle et la richesse économique de la vallée. Il maîtrise le langage technique proposé par William Gilpin pour décrire la nature avec goût et élégance, mais s'affirme délibérément prosaïque, à la consternation de Marianne, puisque, comme il le dit avec humour, il n'aime pas les arbres tordus, il n'aime pas les cottages en ruine, il ne raffole ni des orties, ni des chardons, ni des bruyères.

#### Constructions pittoresques

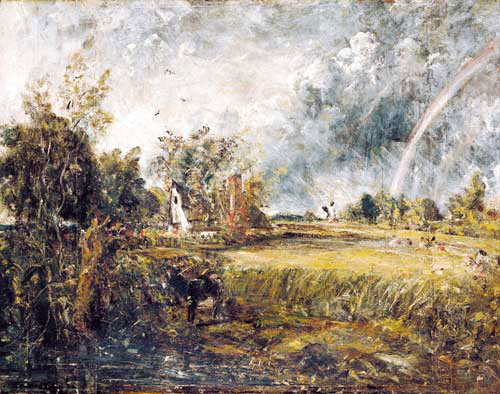
Cottage à East Bergholt, par John Constable (1833).

Un autre aspect du pittoresque est pris pour cible par Jane Austen à travers la marotte de Robert Ferrars, qui « adore follement » (excessively fond of) les cottages qui offrent, affirme-t-il, confort et élégance, et aimerait en bâtir un près de Londres, pour pouvoir s'y rendre de temps en temps, avec quelques couples de la bonne société pour jouer aux bergers et « passer un bon moment ». Elinor, d'ailleurs, « ne pense pas qu'il mérite qu'on prenne la peine de discuter sérieusement »  d'un sujet si futile.
La description de Barton Cottage qui « quoique petit, comme maison était confortable, mais en tant que cottage laissait à désirer » en devient subtilement ironique. La construction n'a rien d'original, son toit est couvert de tuiles et non de chaume, il n'a « ni les volets peints en vert ni les murs envahis de chèvrefeuille ». Mais après tout, les dames Dashwood doivent y vivre à temps plein, pas y jouer de temps en temps à la campagnarde.

### Improvements(améliorations et aménagements)
Le goût de l'improvement est très à la mode à la fin du XVIIIe siècle, et Mrs Dashwood est présentée comme adorant agrandir et aménager (to add and improve was a delight to her). Capability Brown, Humphry Repton et leurs émules organisent la mise en valeur esthétique des grands domaines, mais cet aspect-là des propriétés de Brandon (Delaford), des Middleton (Barton), ou des Palmer (Cleveland), est juste évoqué : ce sont des terrains de chasse, des lieux de belles promenades, mais surtout des domaines bien gérés. Cependant, si Stanhill, où a vécu Henry Dashwood avant d'habiter Norland, est juste cité, l'évolution de Norland est en revanche détaillée.

#### Norland

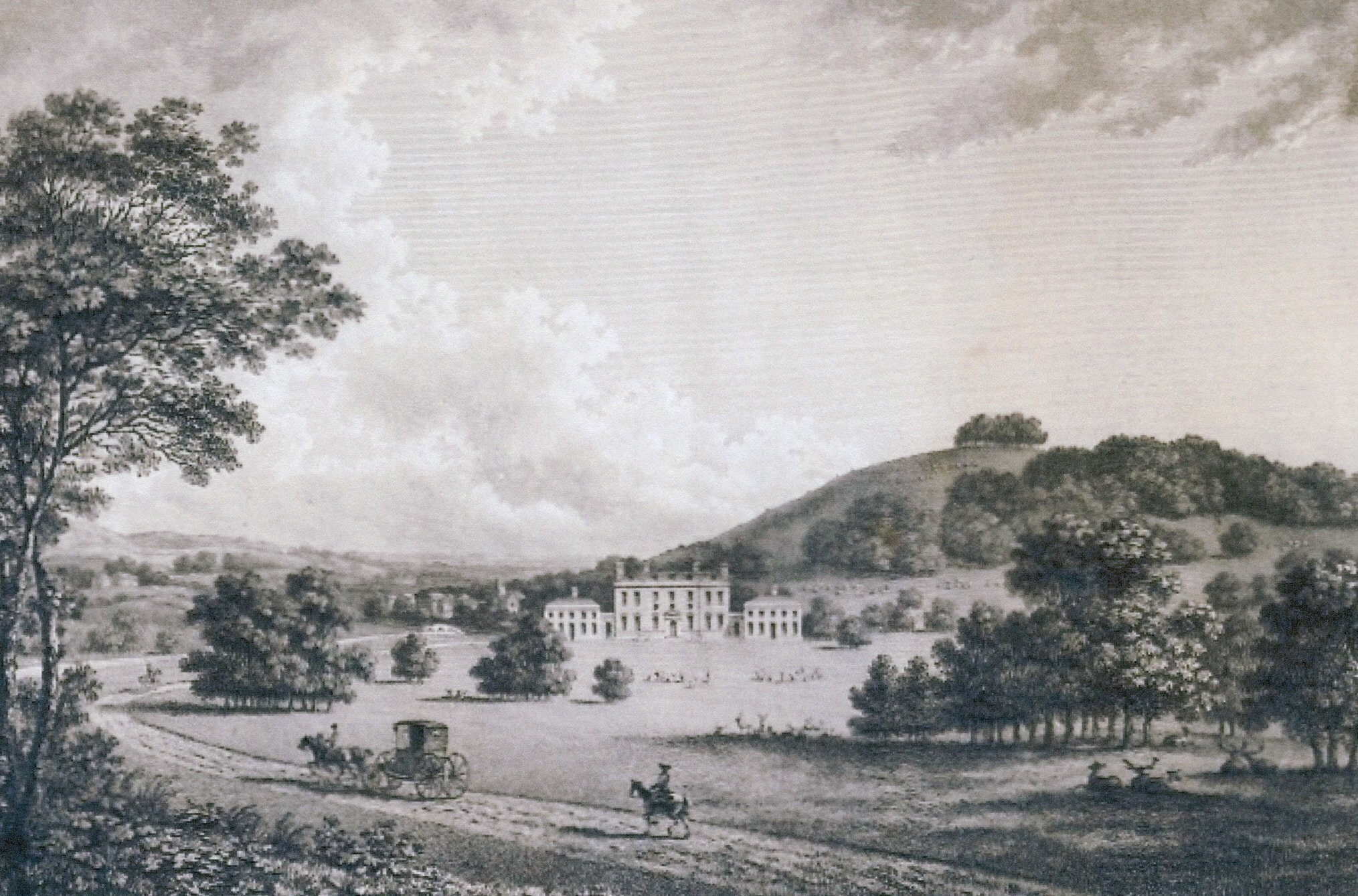
Godmersham Park, en 1779. Jane y a séjourné et pourrait s'en être inspirée.

Jane Austen commence son récit en précisant que Norland est, depuis des générations, la vaste propriété des Dashwood, une famille très respectée, mais on comprend rapidement que le nouveau propriétaire n'est pas digne des anciens : John Dashwood est un exemple de ces nouveaux landlords qui, malgré de fort confortables revenus, ne se reconnaissent aucune obligation, ni envers leur parenté, ni envers leurs voisins. Il est possible que Norland soit inspiré par Godmersham, la demeure familiale de son frère Edward Knight, chez qui Jane a fréquemment séjourné.
Une conversation entre John Dashwood et Elinor fait allusion au mouvement des enclosures.
John se plaint des frais occasionnés par l'établissement de clôtures sur les communaux de Norland, mais ne peut s'empêcher d'ajouter qu'il a « vertueusement » annexé East Kingham Farm, la ferme du vieux Gibson, qui jouxte le domaine. Il se plaint des dépenses occasionnées par la construction d'une serre et la création d'un jardin de fleurs, omettant de dire qu'il a dû faire un joli bénéfice sur la vente des vieux noyers abattus pour leur faire place, à cette époque où la construction et la réparation des navires de guerre réclamaient d'énormes quantités de bois. Sa « pauvreté » est toute relative aux yeux d'Elinor, qui préfère s'en tenir à un silence éloquent pour le lecteur attentif. Elle l'empêche peut-être d'offrir des boucles d'oreilles à ses sœurs, suggère la voix narratrice, mais n'a en rien réduit son train de vie, comme Elinor peut le remarquer à l'occasion du grand dîner, dont la seule pauvreté à déplorer est celle de la conversation.

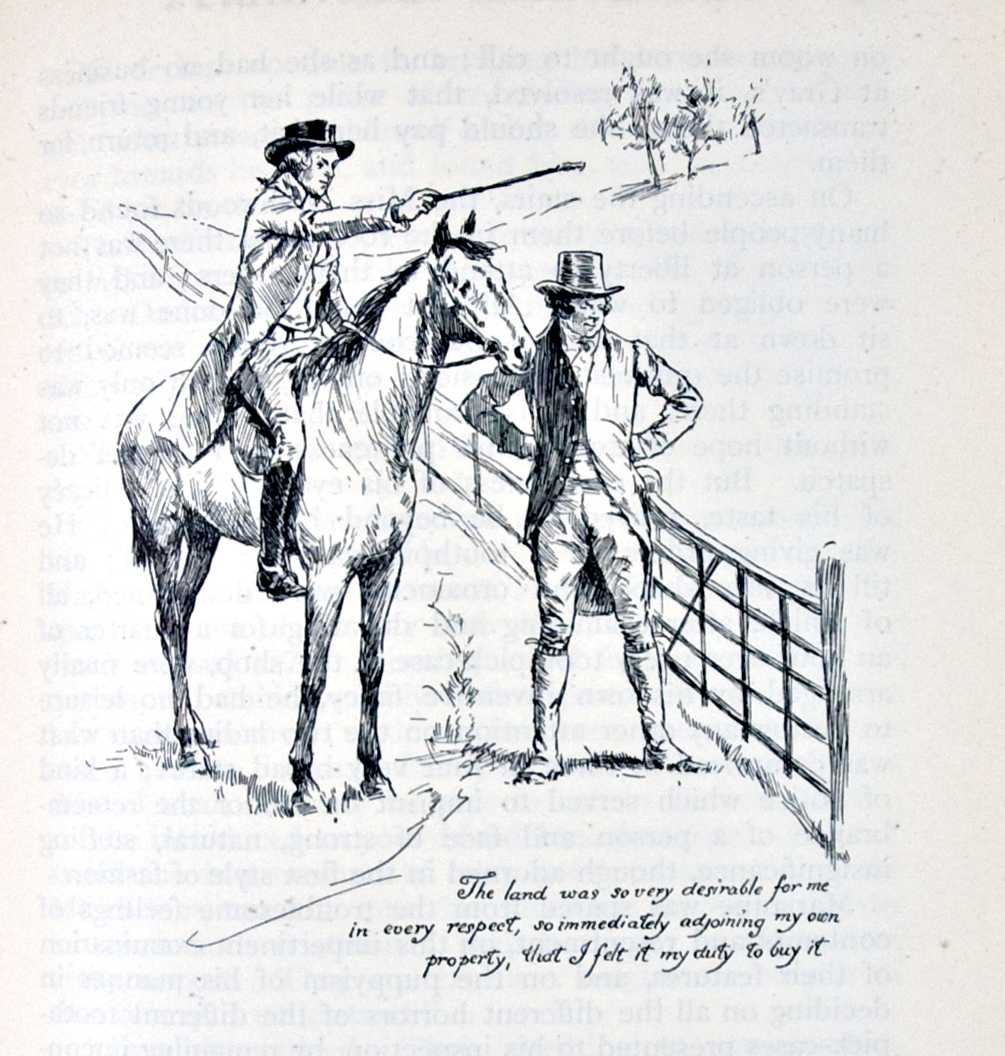
John considère qu'il a, en quelque sorte, le devoir moral d'agrandir son domaine (Chris Hammond, 1899).

Si Jane Austen ironise tant sur les « améliorations » de Norland, c'est qu'elles obéissent seulement à la mode, ou affichent l'égoïsme et la vanité du propriétaire dont le seul but est l'enrichissement personnel, au détriment de ses voisins. C'est dans le même état d'esprit mercantile que John Dashwood admire le domaine, et suppute la valeur de la haute futaie (pour sa valeur marchande) de Delaford, lorsqu'il « fait la dépense d'un voyage depuis le Sussex en l'honneur » d'Elinor et d'Edward qui viennent de se marier.

#### Barton, Cleveland et Delaford
L'aménagement de ces propriétés correspond davantage à l'idée que l'auteur se fait d'un domaine bien exploité. Elle a pu admirer les transformations (improvements) qu'Humphry Repton a réalisées en 1802 autour du presbytère d'Adlestrop à la demande du révérend Thomas Leigh, le cousin de sa mère, elle approuve les améliorations apportées à Godmersham (où habite son frère Edward), et décrit à sa sœur, en 1807, les aménagements du jardin de la « très confortable vieille maison » (commodious old-fashioned house) de son frère Frank, à Southampton.
En visitant Barton Cottage, le pragmatique Edward se montre plus sensible à la richesse économique qu'à l'aspect esthétique du domaine de Sir John, admirant ses « bois pleins de beaux arbres [… ses] riches prairies et les fermes soignées éparpillées çà et là ».
Cleveland a, pour l'agrément, non un parc mais seulement un grand jardin planté de bosquets et de grands arbres et orné d'un temple grec ; pour l'utilitaire, un vaste potager, une serre et un poulailler. Le sérieux colonel Brandon fait faire des « améliorations considérables » au presbytère de Delaford pour le rendre confortable, par affection pour Elinor et amitié pour Edward qui peuvent même superviser les travaux, « choisir les tapisseries, projeter la plantation de bosquets et la création d'une allée », n'ayant rien de plus à désirer que « le mariage du colonel Brandon avec Marianne et un meilleur pâturage pour leurs vaches ».
La description que fait Mrs Jennings de Delaford, « une belle vieille demeure, avec tout le confort et l'agrément possible » (a nice old fashioned place, full of comforts and conveniences), avec des arbres fruitiers en espaliers le long des murs du jardin, un pigeonnier, des viviers, le tout à proximité de la grand-route correspond davantage à l'idéal de l'auteur : un domaine auto-suffisant et organisé pour permettre à ceux qui en dépendent de vivre confortablement.

### Londres

#### Des lieux repérables

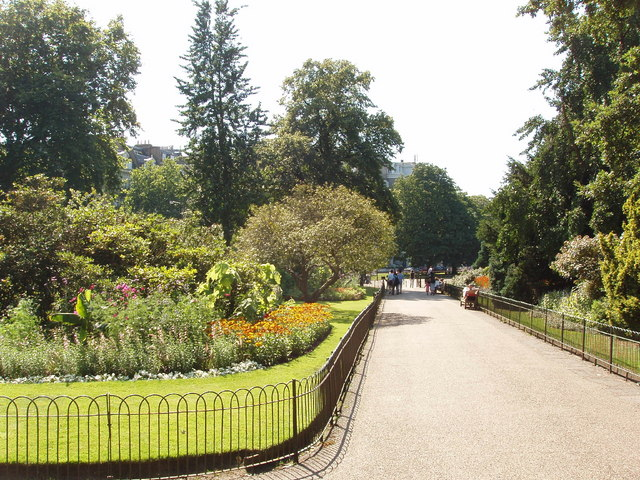
Kensington Gardens : l'allée des fleurs (Flower Walk), en direction de l'allée principale (Broad Walk).

Londres occupe une place importante dans le roman (environ un tiers, et pratiquement tout le tome II) et beaucoup de scènes se passent dans des endroits parfaitement localisés autour de Mayfair, ce quartier proche de Hyde Park, du Palais St. James et de Westminster, qui incarne le quartier londonien par excellence, un quartier pour gens aisés désireux de fuir les fumées nauséabondes empestant l'est londonien,, dans le secteur où vivait Henry Austen à qui Jane a souvent rendu visite. Ces adresses servent à situer socialement les personnages. Ainsi, la riche et ambitieuse Mrs Ferrars habite Park Street, dans le secteur le plus aristocratique et le plus fermé ; les Palmer logent dans Hanover Square, un secteur de Mayfair moins élégant, les Middleton non loin, dans Conduit Street. Mrs Jenkins habite Berkeley Street, au-delà d'Oxford Street, près de Portman Square, un quartier moins renommé, investi par la grande bourgeoisie et les riches marchands ; John Dashwood a « loué pour trois mois un fort bel appartement » dans Harley Street, au nord d'Oxford Street aussi, mais à l'époque plutôt un quartier de nouveaux riches. Les sœurs Steele logent chez leur frère, dans les Bartlett's Buildings, un quartier ancien (Holborn), d'excellente réputation mais investi par des personnes à profession libérale ou commerciale.

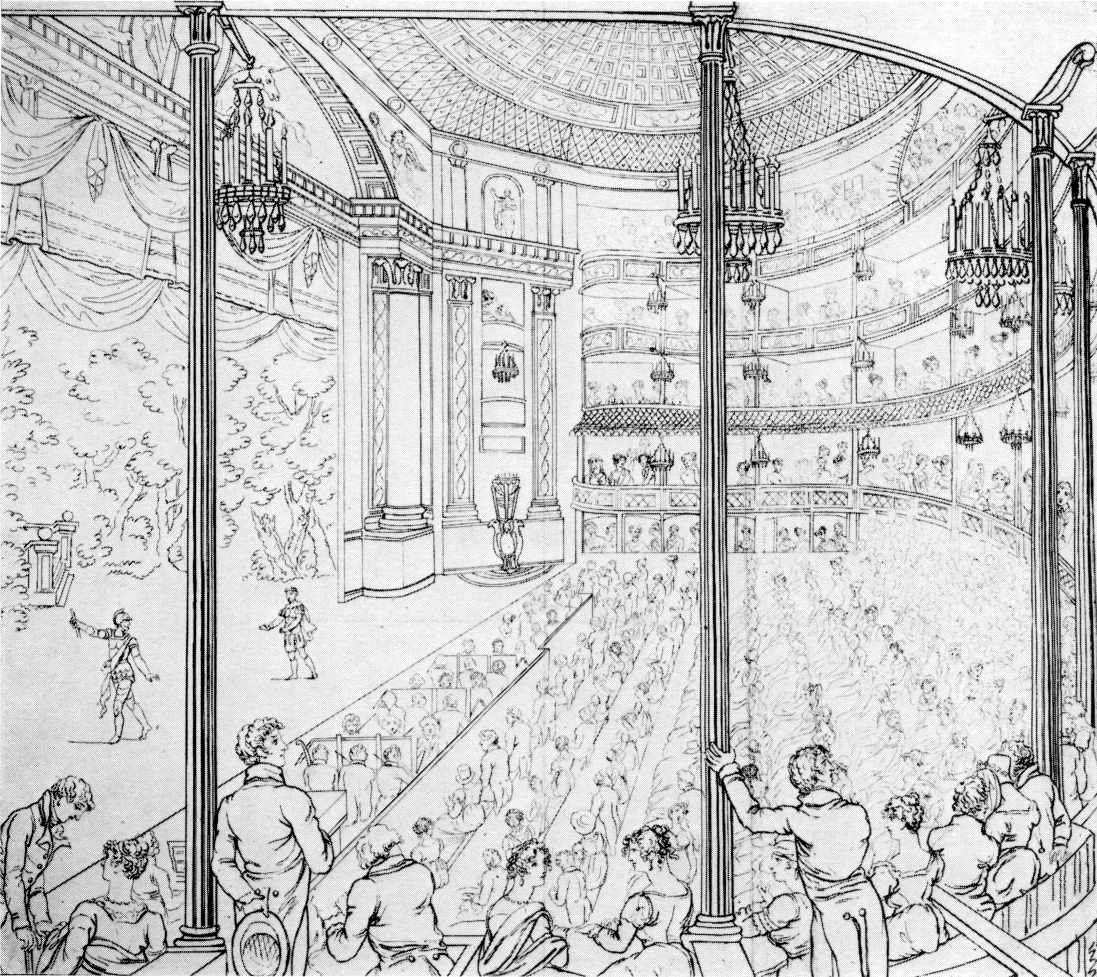
Une représentation au Théâtre Royal de Drury Lane en 1813.

Elinor rencontre son frère chez Gray's, un magasin de Sackville Street, près de Piccadilly, et Miss Steele à Kensington Gardens. C'est dans une boutique de Pall Mall, la rue où il a son Club et non loin de St James Street, la rue proche du palais royal et du Ministère de la guerre où il loge, que Barton a entendu parler du mariage de Willoughby avec Miss Grey. C'est dans cette même rue qu'Edward va habiter après avoir été renié par sa mère, puisqu'il a refusé de rompre ses fiançailles avec Lucy. C'est en le rencontrant à l'occasion d'une représentation à Drury Lane que Sir Middleton apprend à Willoughby la maladie de Marianne.

#### Un monde superficiel et égoïste
Londres incarne dans les romans de Jane Austen une morale douteuse. C'est à la fois le lieu où les secrets éclatent au grand jour, et un monde de trahisons, de tromperies et de mensonges, où la politesse de façade masque l'insensibilité et la sécheresse de cœur. Les relations sociales obéissent à des conventions et des rituels dont Jane Austen souligne avec ironie le côté artificiel, en particulier dans le grand dîner organisé par les Dashwood en l'honneur de Mrs Ferrars, au cours duquel Elinor, Marianne et leurs connaissances du Devon (les Middleton, les demoiselles Steele, Mrs Jennings et le colonel Brandon) lui sont présentés. D'ailleurs Jane Austen, comme d'autres avant elle, Jane West par exemple, oppose les liens sociaux amicaux de la campagne aux relations égoïstes existant dans la ville corruptrice.
Si John, qui « a juste assez de regret de n'avoir rien fait pour ses sœurs pour être extraordinairement soucieux de voir les autres faire le plus possible », est presque pathétique dans sa satisfaction égoïste de les voir bien traitées par Mrs Jennings, qui « a une grosse fortune » et les Middleton « qui sont très à leur aise », Fanny montre sa sécheresse de cœur en se réjouissant d'avoir invité les demoiselles Steele qu'elle croit inoffensives, pour écarter Elinor d'Edward. Et Mrs Ferrars ne cache même pas l'aversion que lui inspire Elinor pour avoir osé lever les yeux sur son fils aîné, entraînant une violente réaction de Marianne, et se montre aimable envers Lucy (dont elle ignore les aspirations) « uniquement parce qu'elle n'est pas Elinor ».

## Pistes interprétatives
Sense and Sensibility, deux cents ans après sa parution, pose au spécialiste, mais surtout au lecteur habitué à une littérature romantique, un certain nombre de problèmes. L'un d'eux est la condamnation apparente de la sensibilité, à travers le destin de la romanesque Marianne ; un autre souvent débattu, concerne le caractère des personnages masculins, surtout celui d'Edward Ferrars.

### (Bon) sens, sensibilité, sentiments
Par plusieurs de ses aspects, ce roman appartient au XVIIIe siècle : son engagement dans le débat sur la sensibilité, entre les idéologies conservatrices (anti-jacobin) et radicale, l'ancre dans les années 1790, où la gentry anglaise tentait de trouver ses propres réponses face aux mouvements révolutionnaires français ou américains.

#### «Sensibilité» auXVIIIesiècle

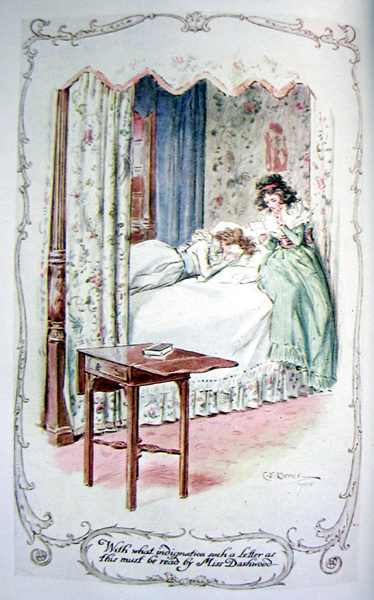
Marianne est effondrée, Elinor indignée par la lettre de Willoughby (C. E. Brock, 1908).

La définition de la notion de sensibility est une question régulièrement débattue : le mot est rattaché aux sensations physiques, alors que les sentiments relèvent du « cœur ». Le terme sensibility n'a pas une signification qui coïncide totalement avec celle de sensibilité, en français courant (où il a plutôt une connotation atténuée d'affectivité, d'émotivité, de sympathie), et même en anglais, il demande une petite explication. Il implique la perception instinctive des choses et des situations vécues avec passion ou exaltation, une fragilité nerveuse exacerbée confinant à la pathologie et pouvant entraîner des réactions hystériques, comme la crise de nerfs (hysterics) de Marianne.
Mais au siècle des Lumières, en France aussi, la sensibilité (notion liée à sens, sensation, sentiment, sensible) était considérée comme une sorte de « sixième sens » dont la force émotionnelle était indispensable à l'épanouissement humain. Avec ses « transports » et ses « effusions », elle faisait la part belle à toute la palette des émotions, du sentimentalisme larmoyant présent dans le drame bourgeois aux délires patriotiques des « enragés » révolutionnaires, qui se réclamaient pourtant de la raison. Dans Love and Freindship déjà, la jeune Jane ridiculisait la tyrannie de la sensibilité et les idées chères à Jean-Jacques Rousseau : la confiance aveugle dans les élans du cœur et le fait de lier supériorité morale et grande sensibilité. Pour elle il est imprudent et dangereux de se laisser mener par ses sensations, il faut que l'esprit les contrôle et les maîtrise.

#### Influences antérieures
Les thèmes étudiés, la passivité et l'inertie des héroïnes, l'importance des évènements extérieurs dans l'avancée de l'action, soulignent l'influence des ouvrages antérieurs à tendance moralisante, comme Lettres de Julia et Caroline (1795) de Maria Edgeworth et A Gossip’s Story (1796) de Jane West. A Gossip’s Story est d'ailleurs une des sources de Jane Austen. Ce roman présente deux sœurs, Louisa, l'aînée, réfléchie et raisonnable, et Marianne, la cadette s'affirmant « frémissante de toutes les passions les plus tendres ». Elle refuse Mr Pelham, un prétendant plein de qualités, mais trop peu romantique à son goût et s'amourache du jeune et fringant Clermont, qui a arrêté son cheval emballé et partage ses goûts, mais à cause de ses imprudences (à elle) et de sa vanité (à lui) leur mariage sera malheureux, tandis que la patiente et prudente Louisa (qui aime en secret Mr Pelham) se prépare à un tranquille bonheur, ayant su attendre qu'il la remarque et l'apprécie.
Le prénom de Marianne, emprunté à Jane West, a une connotation négative à l'époque (c'est, dans la France révolutionnaire, le symbole de la liberté), mais Jane Austen donne à son personnage beaucoup d'elle-même, à commencer par son goût pour la poésie de William Cowper et le piano, et montre de la sympathie pour sa capacité à s'enthousiasmer. Claudia L. Johnson a d'ailleurs bien montré en quoi Sense and Sensibility, loin de défendre des idées conservatrices et de faire l'éloge des institutions (la famille, la propriété, le mariage), critique avec vigueur le mauvais usage qui est fait de l'argent, du pouvoir patriarcal, de l'improvement.

### Les personnages masculins
Les hommes que les héroïnes épousent sont de parfaits gentlemen, mais leur rigueur morale en fait des personnages particulièrement ternes à nos yeux.

#### Edward Ferrars
C'est particulièrement net pour Edward, que la voix narratrice elle-même présente assez négativement au début : il n'est pas bel homme, il est trop timide et réservé. Seule Elinor devine quelle richesse morale se cache derrière ce manque apparent de charisme. Mais le lecteur (et surtout la lectrice) moderne est mal à l'aise de le voir mentir à propos de la bague en cheveux et de jouer en quelque sorte avec les sentiments d'Elinor, ne comprenant pas pourquoi il lui cache son engagement avec Lucy et estimant qu'elle mérite mieux que ce fade jeune homme.

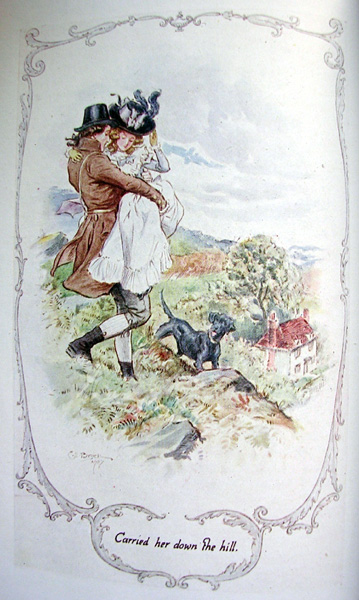
Willoughby, à la rescousse de Marianne blessée (Ch. 9, C.E. Brock, 1908).

Cela explique que le scénario d'Emma Thompson pour le film d'Ang Lee en fait un personnage séduisant en choisissant Hugh Grant, auréolé de son interprétation dans Quatre mariages et un enterrement, ajoutant des scènes soulignant ses tentatives de parler à Elinor. Andrew Davies a fait de même en 2008 pour la mini-série de la BBC, créant avec Dan Stevens un Edward plus visiblement tourmenté, qui évacue sa tension dans la scène où il fend des bûches pendant sa visite à Barton-Cottage.

#### Willoughby
La narratrice cependant invite le lecteur à comparer le comportement de John Willoughby envers Marianne et celui d'Edward Ferrars à l'égard d'Elinor. Cette dernière aussi oppose, dans ses nombreuses réflexions, le comportement des deux hommes. Le trop séduisant Willoughby, qui est d'une beauté extraordinaire (uncommonly handsome) reconnaît lui-même qu'il est une canaille (a blackguard), un gredin (a scoundrel), qui a joué de son charme personnel pour abuser Marianne, comme il a abusé Eliza Williams, avec aussi peu d'intention de l'épouser. La narratrice laisse entendre qu'il a rapidement endossé le rôle romanesque que Marianne attendait de lui pour mieux la captiver.
Sa confession émeut et trouble pourtant Elinor, ce qui souligne le danger que ce type d'homme, enjôleur et manipulateur, représente pour les jeunes filles que leur éducation ne prépare pas à résister aux sollicitations des libertins. Mais le scénario d'Emma Thompson lui refuse cette scène de repentir et de confession, qui l'aurait rendu trop sympathique aux spectateurs. Si Andrew Davies la garde, avec toute sa charge émotive, il a pris la peine de montrer, en avant-générique du premier épisode, une mystérieuse scène de séduction, qui ne s'explique bien qu'après par le récit de Brandon à Elinor, et, en avant-générique du troisième épisode, le duel, qui souligne la détermination de Brandon et la défaite de Willoughby.

#### Brandon

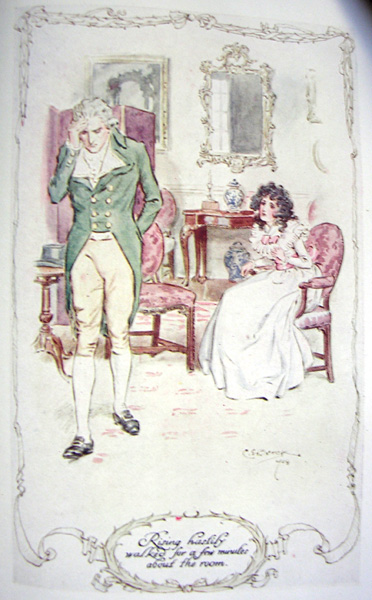
Brandon, très nerveux, raconte à Elinor l'histoire d'Eliza (Ch. 31, C.E. Brock, 1908).

Le sombre Brandon est peut-être le plus difficile à cerner. Comme Edward, il ne se fait pas remarquer par son apparence physique et, en outre, c'est un homme d'âge mûr, grave et silencieux. La narratrice laisse entendre que ce sont les circonstances qui en sont responsables, et que « l'affection [de Marianne] et sa compagnie remirent de l'animation dans ses pensées et de la gaieté dans son âme » (« her regard and her society restored his mind to animation, and his spirits to cheerfulness »). Au fond, c'est lui le héros sensible dont a rêvé Marianne. Il a aimé et souffert dans sa jeunesse des mêmes désillusions romantiques, et en épousant Marianne, qui ressemble tant à l'Eliza qu'il a jadis aimée, il conjure en quelque sorte le passé.
Mais William Galperin le soupçonne d'être un subtil manipulateur dans sa constante quête de Marianne. Emily Auerbach rappelle aussi certaines critiques : pourquoi Jane Austen choisit-elle pour ses héroïnes les plus brillantes des hommes qui sont plus des pères que des amoureux, pourquoi ne lui fait-elle pas plutôt épouser Elinor ?

### Postérité
Sense and Sensibility est donc encore, dans une certaine mesure, un roman mal-aimé des critiques et mal compris des lecteurs ; son aspect didactique est ignoré et les protagonistes jugés parfois sévèrement : Elinor serait trop froide et trop raisonneuse, Edward insipide et inconsistant. Que Marianne soit présentée comme « la récompense de tout » (the reward of all) pour Brandon, passe mal de nos jours, voire met mal à l'aise. Certains auraient préféré voir la sage Elinor épouser, au lieu du falot Edward, le sérieux Brandon, oubliant un peu trop les côtés romanesques du personnage. La volte-face matrimoniale de Lucy permettant le mariage d'Elinor et Edward a un côté Robert ex machina, selon l'expression de Joan Klingel Ray, et la narratrice ressent le besoin de convaincre son lecteur des réelles chances de bonheur de Marianne, affirmant que « tout son cœur devint, avec le temps, aussi dévoué à son mari qu'il l'avait été auparavant à Willoughby » (« her whole heart became, in time, as much devoted to her husband, as it had once been devoted to Willoughby »).
Pourtant, aucun des romans de Jane Austen ne présente une telle variété de personnages secondaires réalistes et particulièrement bien croqués, qu'ils soient avares, mesquins, vaniteux ou sots. Aucun ne nous laisse autant entendre derrière la voix narratrice la voix même de l'auteur, qui, à travers une grande variété de situations inconfortables, rappelle la précarité, la fragilité de la situation sociale, et les difficultés d'existence des femmes célibataires et sans fortune de la classe moyenne, représentées par Elinor et Marianne, mais aussi par Nancy et Lucy Steele. Sans oublier le traitement auquel les condamne leur condition de femme quand elles sont riches : être utilisées comme des pions pour asseoir un pouvoir ou stabiliser une fortune. La première Eliza et Miss Morton en sont, quoique de façon différente, les victimes.

## Adaptations
Sense and Sensibility a nettement moins tenté les réalisateurs qu'Emma et surtout Pride and Prejudice, mais a fait, depuis les dernières années du XXe siècle essentiellement, l'objet d'adaptations ou de transpositions remarquées.

### À la télévision

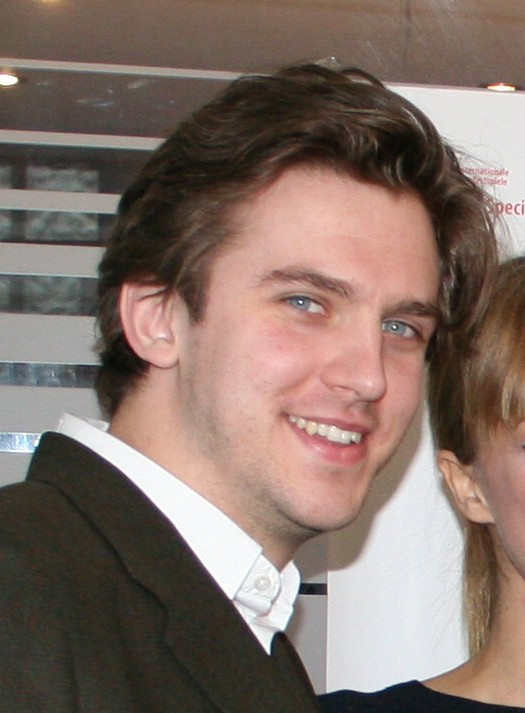
Dan Stevens (ici en 2009), interprète d'Edward en 2008.

- 1950 : Sense and Sensibility, émission d'une heure de Delbert Mann, en direct et en noir et blanc, le 4 juin 1950, sur NBC (Philco Television Playhouse), avec Madge Evans dans le rôle d'Elinor Dashwood et Cloris Leachman dans le rôle de Marianne Dashwood.
- 1971 : Sense and Sensibility, mini-série en quatre épisodes de 50 min de David Giles pour BBC Two, avec Joanna David dans le rôle d'Elinor Dashwood et Ciaran Madden dans le rôle de Marianne Dashwood.
- 1981 : Sense and Sensibility, mini-série en sept épisodes de 30 min de Rodney Bennett pour la BBC One, avec Irene Richard dans le rôle d'Elinor Dashwood et Tracey Childs dans le rôle de Marianne Dashwood.
- 2008 : Raison et Sentiments, mini-série en trois épisodes de 55 min sur un scénario d'Andrew Davies pour BBC One, avec Hattie Morahan dans le rôle d'Elinor Dashwood, Charity Wakefield dans celui de Marianne Dashwood et Dan Stevens dans celui d'Edward Ferrars.

### Au cinéma

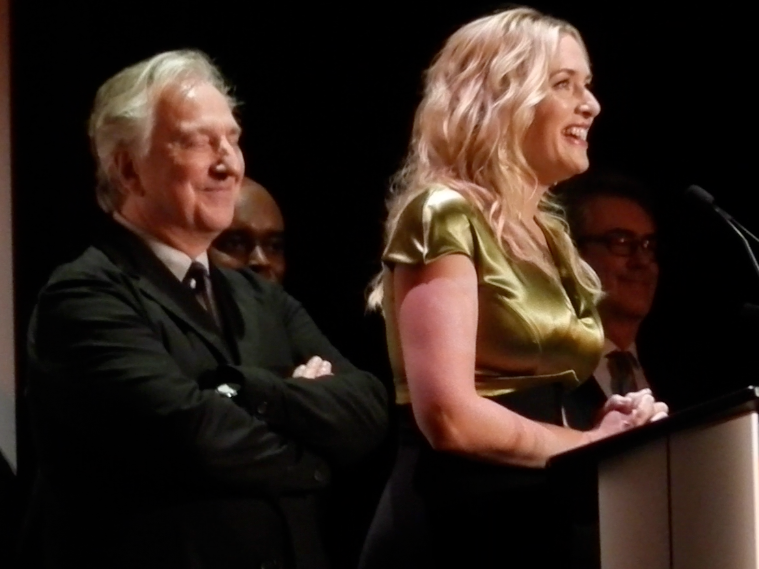
Kate Winslet et Alan Rickman, interprètes de Marianne et Brandon en 1995, ici à Toronto en 2014.

- 1995 : Raison et Sentiments de Ang Lee avec Emma Thompson dans le rôle d'Elinor Dashwood, Kate Winslet dans le rôle de Marianne Dashwood, Alan Rickman dans celui du colonel Brandon et Hugh Grant dans celui d'Edward Ferrars.
- 2000 : Kandukondain Kandukondain, un film indien fondé sur le roman de Jane Austen, avec Tabu dans le rôle de Sowmya (Elinor Dashwood) et Aishwarya Rai dans celui de Meenakshi (Marianne Dashwood).

### Sur Internet
Elinor and Marianne Take Barton : une web-série replaçant les personnages au XXIe siècle, sous la forme d'un blog vidéo tenu par Marianne Dashwood au cours de sa première année d'université (12 septembre 2014 au 8 mai 2015). Dans la lignée de la première web-série du genre, The Lizzie Bennet Diaries, Olivia Cole et Emily Rose ont créé cette version moderne de Sense and Sensibility dans le cadre de leur diplôme universitaire de cinéma et littérature. Les trente-deux épisodes sont joués, produits, filmés par les étudiants de l'Université de Warwick.

### Divers

#### Bande dessinée
Fort du succès de sa série de cinq épisodes Pride and Prejudice parue en 2009, Marvel, l'éditeur de « Comics » américain, lance les cinq épisodes de Sense and Sensibility en mai 2010, toujours sur un scénario de Nancy Hajeski (Butler), et des illustrations de Sonny Liew .

#### À la radio
France Culture a proposé, à partir du 3 février 2025, dans le cadre de son feuilleton des soirs de semaine à 21h, une  série en dix épisodes de 28 minutes : Raison et sentiments de Jane Austen (sous-titrée : une analyse subtile de la bourgeoisie anglaise du 18e siècle. Et des histoires d'amour !), en utilisant la traduction de Sophie Chiari (Livre de Poche classique, 2011).

#### Fictions
- Sur The Republic of Pemberley : « Bits of Ivory », entre 1998 et 2007.
- Sur « Fanfiction.net », des textes ou des essais, essentiellement en anglais.
- Quelques suites imprimées existent, comme Eliza's Daughter de Joan Aiken (1994) ou Elinor and Marianne  de Emma Tenant (1996)[219], ou d'autres types d'ouvrages, comme The Secrets of Love (2005) de Rosie Rushton (Les sœurs Dashwood, tome 1 : les secrets de l'amour, 2008) qui transpose l'histoire dans le Londres d'aujourd'hui, ou Colonel Brandon Diary d'Amanda Grange (2008), qui privilégie le point de vue d'un personnage (Le Journal du Colonel Brandon, 2013)[220].
- Sense and Sensibility and Sea Monsters (2009): roman parodique de Ben Winters, paru chez Quirk Books[221]. Ce mashup qui ajoute au roman de Jane Austen, présentée comme coauteur, divers monstres marins et mutants, est une parodie utilisant le principe des univers parallèles ou alternatifs.